# Pernambuco
Il Pernambuco è uno stato del Brasile situato nella regione del Nordest. A nord confina con gli Stati del Paraíba e del Ceará, a ovest con il Piauí, a sud con gli Stati dell'Alagoas e di Bahia, e ad est si affaccia sull'Oceano Atlantico. Pernambuco è una grande destinazione turistica, commerciale, logistica e industriale del Brasile. Lo stato, che comprende il 4,6% della popolazione brasiliana, è responsabile solo del 2,8% del PIL brasiliano.
La capitale è Recife.

## Simboli dello Stato

### Bandiera

Bandiera del Pernambuco dal 1917

La bandiera del Pernambuco è quella della Rivoluzione Pernambucana del 1817, con una sola stella, però, al posto delle tre del vessillo rivoluzionario (le altre due stelle rappresentavano Paraíba e Ceará). È stata adottata nel 1917, nel centenario della Rivoluzione Pernambucana.
Nella bandiera del Brasile, nella quale ogni stato del Brasile è rappresentato da una stella sul globo blu al centro del vessillo, il Pernambuco è associato a Denebakrab, la stella Mu1 della costellazione dello Scorpione.

### Stemma

Vecchio stemma della capitania del Pernambuco

Al centro dello stemma del Pernambuco, adottato nel 1895 è raffigurato il faro di Recife, inserito in un ovale con il bordo punteggiato da stelle che rappresentano i municipi dello Stato. Lo scudo è sormontato da un leone. Ai lati sono posti due rami, a sinistra di cotone, a destra di canna da zucchero, ricchezze del territorio. Un nastro sotto lo stemma riporta quattro date che si riferiscono alla Guerra dos Mascates (1710), alla Rivoluzione Pernambucana (1817), alla Confederazione dell'Equatore (1824) e alla proclamazione della Repubblica brasiliana (1889).
Nel vecchio stemma della capitania del Pernambuco era raffigurata una donna che teneva con una mano una canna da zucchero e con l'altra uno specchio.

### Inno
L'Inno del Pernambuco (Hino de Pernambuco) è stato composto e adottato nel 1908. Le parole sono di Oscar Brandão da Rocha e la musica di Nicolino Milano.

## Storia

### Preistoria
Nell'Agreste Pernambucano ci sono siti archeologici con pitture rupestri cariri. Presso la Pedra de tubarão, nel territorio di Venturosa è stato scoperto un sito di sepoltura (Cemetério dos Caboclos).

### Età moderna
Nel 1501 il Pernambuco fu esplorato dalla spedizione di Gaspar de Lemos.
Nel 1534 la colonia portoghese del Brasile fu divisa in capitanie, una delle quali fu denominata Pernambuco, anche se il territorio non corrispondeva esattamente a quello che è oggi lo Stato del Pernambuco. La capitale della capitania fu posta a Olinda.

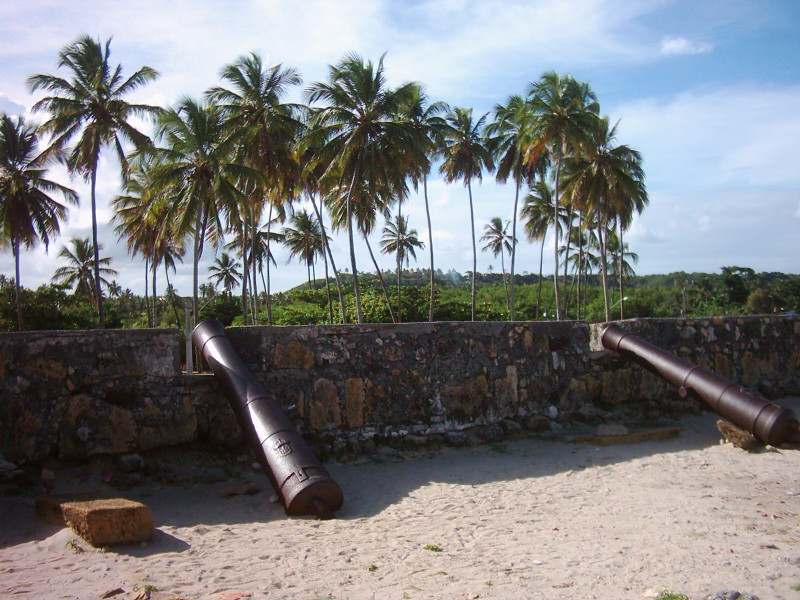
Forte de Orange, fortificazione olandese sull'isola di Itamaracá

Nel 1630 il territorio fu conquistato dai Paesi Bassi. Nel 1645 scoppiò un'insurrezione contro gli olandesi (Insurreição pernambucana, conosciuta anche come Guerra da luz divina). Gli olandesi abbandonarono il territorio nel 1654.
Nel Pernambuco ebbero luogo moti separatisti come la Conjuração de "Nosso Pai" (1666), la Guerra dos mascates (1710-1711; mascates era il nomignolo dato ai commercianti portoghesi), la Conspiração dos Suaçunas (1801). Nel 1817 scoppiò la Rivoluzione pernambucana (Revolução Pernambucana, o Revolução dos Padres) che, imbevuta di idee illuministe, voleva la proclamazione di una repubblica pernambucana indipendente dal Brasile.

## Popolazione
Il censimento del 2010 ha rilevato nel Pernambuco 8.796.032 abitanti (settimo Stato più popolato del Brasile). La stima per il 2013 è di 9.208.550 abitanti.
La città più popolosa (stime del 2013) è la capitale Recife (1.599.513 abitanti), seguita da Jaboatão dos Guararapes (675.599) e dalla ex capitale Olinda (388.127).

## Ordinamento dello Stato

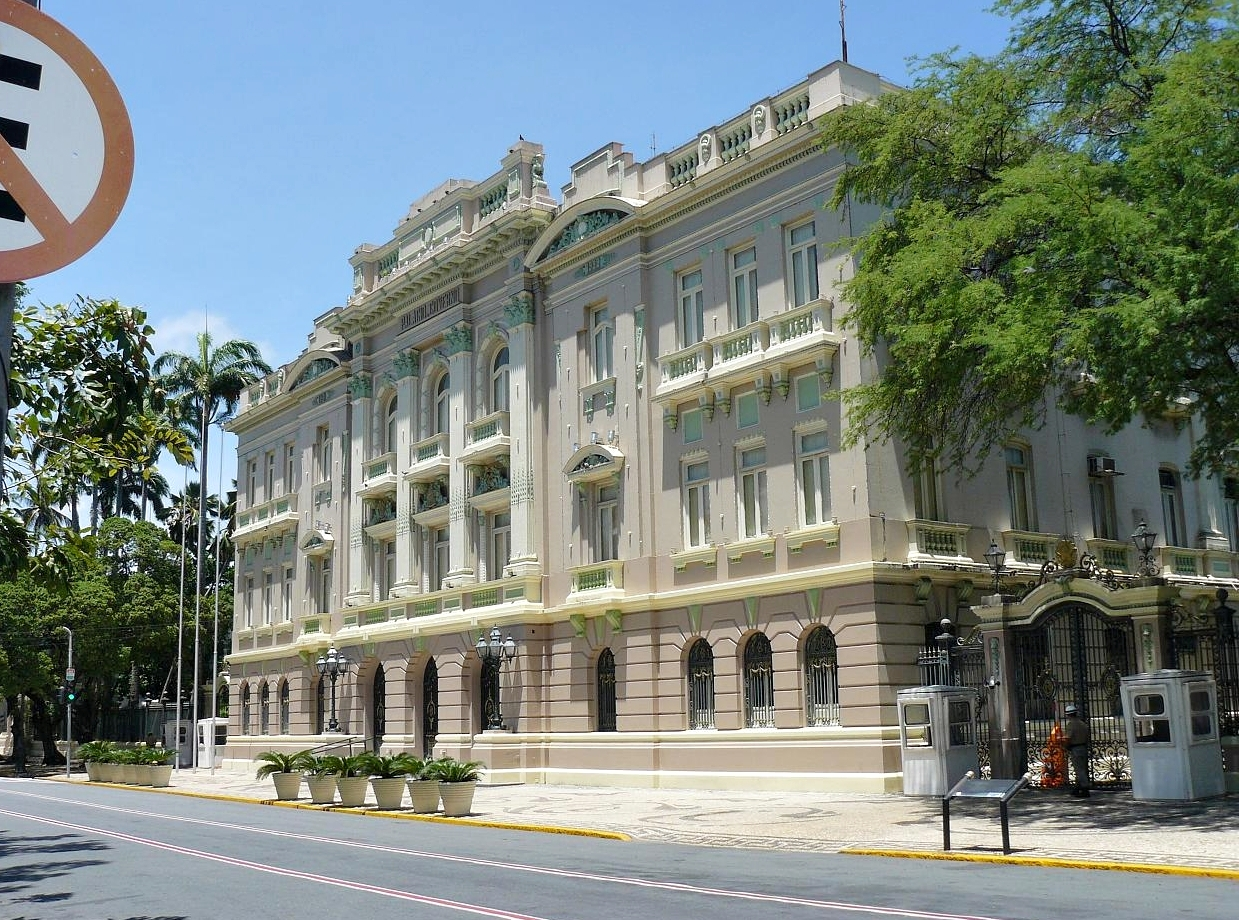
Il Palácio do Campo das Princesas, sede del governatore del Pernambuco, a Recife

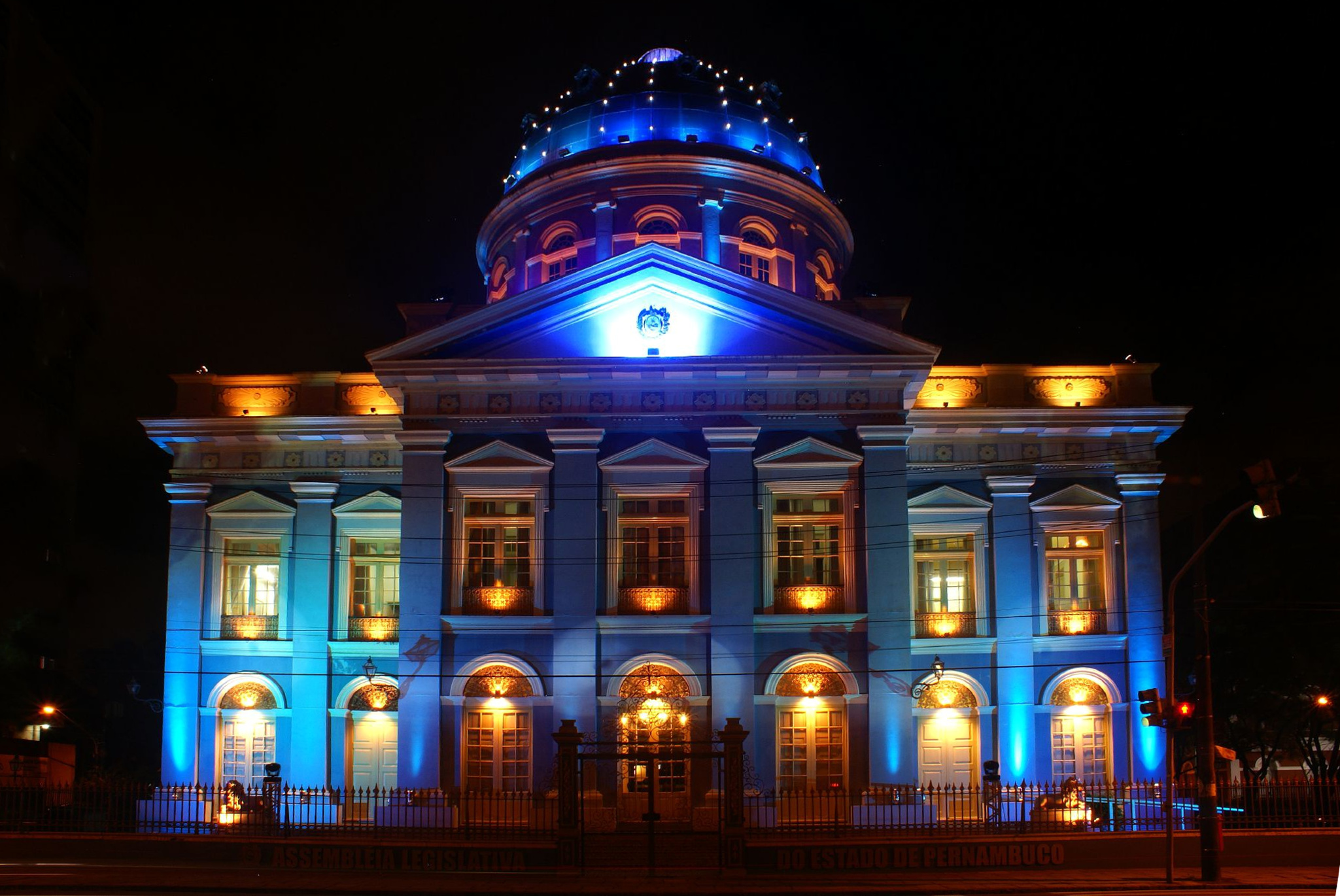
Il palazzo dell'Assembleia Legislativa de Pernambuco, a Recife.

Il Pernambuco è uno delle 27 unità federali che costituiscono la Repubblica brasiliana. La rappresentanza del Pernambuco nel Parlamento nazionale (Congresso nacional) è di tre senatori e 25 deputati.
Il territorio è diviso in 185 comuni (municípios), suddivisi in 19 microregioni, a loro volta suddivise in 5 mesoregioni. C'è una regione metropolitana (Região Metropolitana do Recife (RMR), comprendente Recife, Olinda, Jaboatão dos Guararapes e altri 11 comuni). Quattro comuni del Pernambuco (Petrolina, Lagoa Grande, Orocó, Santa Maria da Boa Vista) formano, insieme a quattro del confinante stato di Bahia, la regione integrata di sviluppo economico del Pólo Petrolina e Juazeiro.

### Costituzione
La costituzione dello Stato del Pernambuco (Constituição do estado de Pernambuco) è stata promulgata il 5 ottobre 1989 (aggiornamento con emendamento costituzionale del 18 dicembre 2008).

### Potere esecutivo
Il potere esecutivo è rappresentato dal governatore che viene scelto per elezione diretta degli abitanti. Il mandato dura quattro anni. La sede del governatore è il Palácio do Campo das Princesas, a Recife.

### Potere legislativo
Il potere legislativo è dell'Assembleia Legislativa de Pernambuco, unicamerale, composta da 49 deputati eletti per quattro anni, con sede a Recife, nel bairro di Boa Vista.

### Potere giudiziario
Il potere giudiziario è rappresentato dal Tribunal de Justiça do Estado de Pernambuco.

## Economia

### Lo zucchero nella storia del Pernambuco
Nella storia del Pernambuco, un ruolo di primo piano ha avuto la coltivazione della canna da zucchero, non a caso inclusa nell'attuale stemma pernambucano, così come lo era in quella precedente.
La coltivazione della canna da zucchero fu introdotta nel Pernambuco nel XVI secolo con la canna denominata "creola". Nel 1810, dopo che Giovanni VI del Portogallo aveva conquistato la Guyana francese, il governatore portoghese nominato per quella terra mandò al Giardino botanico di Olinda la canna coltivata in Guyana che era là chiamata Otaiti (essendo originaria di Tahiti) o Bourbon e che nel Pernambuco fu chiamata Cayenne dal nome della città della Guyana francese. La canna Cayenne soppiantò la creola. Dopo la diffusione di una malattia delle canne da zucchero, detta moléstia, nel 1879, furono introdotte canne da Giava e da Mauritius.
Nel XIX secolo il Brasile era tra i primi paesi al mondo per esportazione di zucchero e il maggiore esportatore tra gli stati brasiliani era il Pernambuco, dove sorsero i primi complessi integrati per la produzione della canna da zucchero e la sua trasformazione: gli engenhos. La quantità di zucchero esportato, per lo più mascavado (grezzo) (quello smerciato localmente era invece zucchero branco, ovvero bianco per la raffinazione), raggiunse le 100.000 tonnellate verso la fine del XIX secolo, per poi crollare per la concorrenza dello zucchero di barbabietola.

### La schiavitù
Come nel resto del Brasile, anche nel Pernambuco nelle piantagioni veniva impiegato il lavoro degli schiavi.
Nella capitania del Pernambuco (in un territorio appartenente oggi allo Stato di Alagoas) ebbe sede il più grande quilombo (comunità di schiavi fuggiaschi), il Quilombo dos Palmares, dalla fine del XVI secolo alla fine del XVII. Tra i leader del quilombo spiccano le figure di Ganga Zumba e, soprattutto, di suo nipote Zumbi. Il Quilombo dos Palmares fu disperso nel 1694. L'anno successivo Zumbi fu catturato in un'imboscata e ucciso. Fu decapitato e la testa fu messa in mostra a Recife. Il governatore della capitania Melo e Castro scrisse che la macabra esposizione serviva per "dar soddisfazione alle persone offese che, legittimamente [sic!], la reclamavano e per terrorizzare i neri che, superstiziosamente, credevano che Zumbi fosse immortale".
Charles Darwin, in viaggio con la Beagle, ritenne oltremodo sgradevole il passaggio dal Pernambuco nel 1836. Descrisse Recife come una città sporca (un po' meglio giudicò Olinda) e abitata da gente maleducata, ma soprattutto fu disgustato dal trattamento riservato agli schiavi lì come altrove in Brasile, ritenuto di gran lunga peggiore di quello visto nei territori spagnoli.

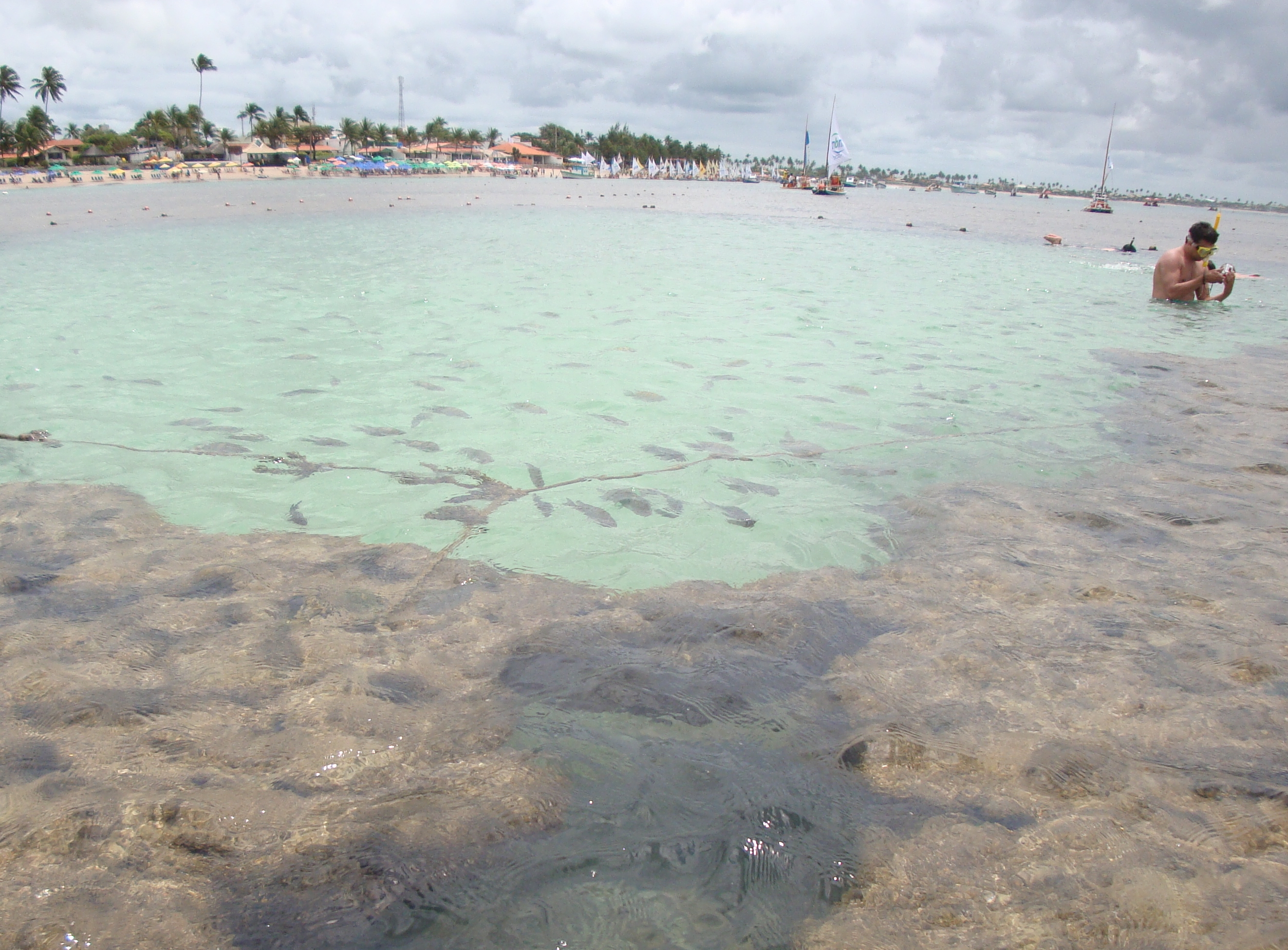
Spiaggia di Porto de Galinhas, a Ipojuca

### Economia attuale
Oggi il prodotto interno lordo pernambucano è per circa tre quarti legato al terziario, all'interno del quale ha un rilievo notevole il turismo, che può contare su città ricche di tradizione architettonica e culturale come Olinda, su spiagge rinomate come quelle di Boa Viagem a Recife e di Porto de Galinhas a Ipojuca, sulle bellezze naturali dell'arcipelago Fernando de Noronha.
Si è sviluppato il settore industriale, in particolare nel ramo petrolchimico, e dal 2015 si è ivi insediato il secondo stabilimento FCA in Brasile, a Goiana.
Un'importanza crescente sta acquisendo l'informatica: il Porto Digital di Recife, che ha legami di collaborazione con il Centro di informatica dell'Università federale del Pernambuco, è indicato come "o melhor parque tecnológico do Brasil" (il miglior parco tecnologico del Brasile).
Molto importante il porto di Suape (Recife) per i traffici marittimi internazionali.
A partire dal 2017, esiste la promessa di un radicale cambiamento nella vita delle popolazioni delle regioni interne del Sertão, quando - dopo dieci anni di lavori - dovrebbe iniziare la distribuzione delle acque provenienti dall'ambizioso e discusso progetto di trasposizione del fiume São Francisco.

## Ambiente

### Fauna

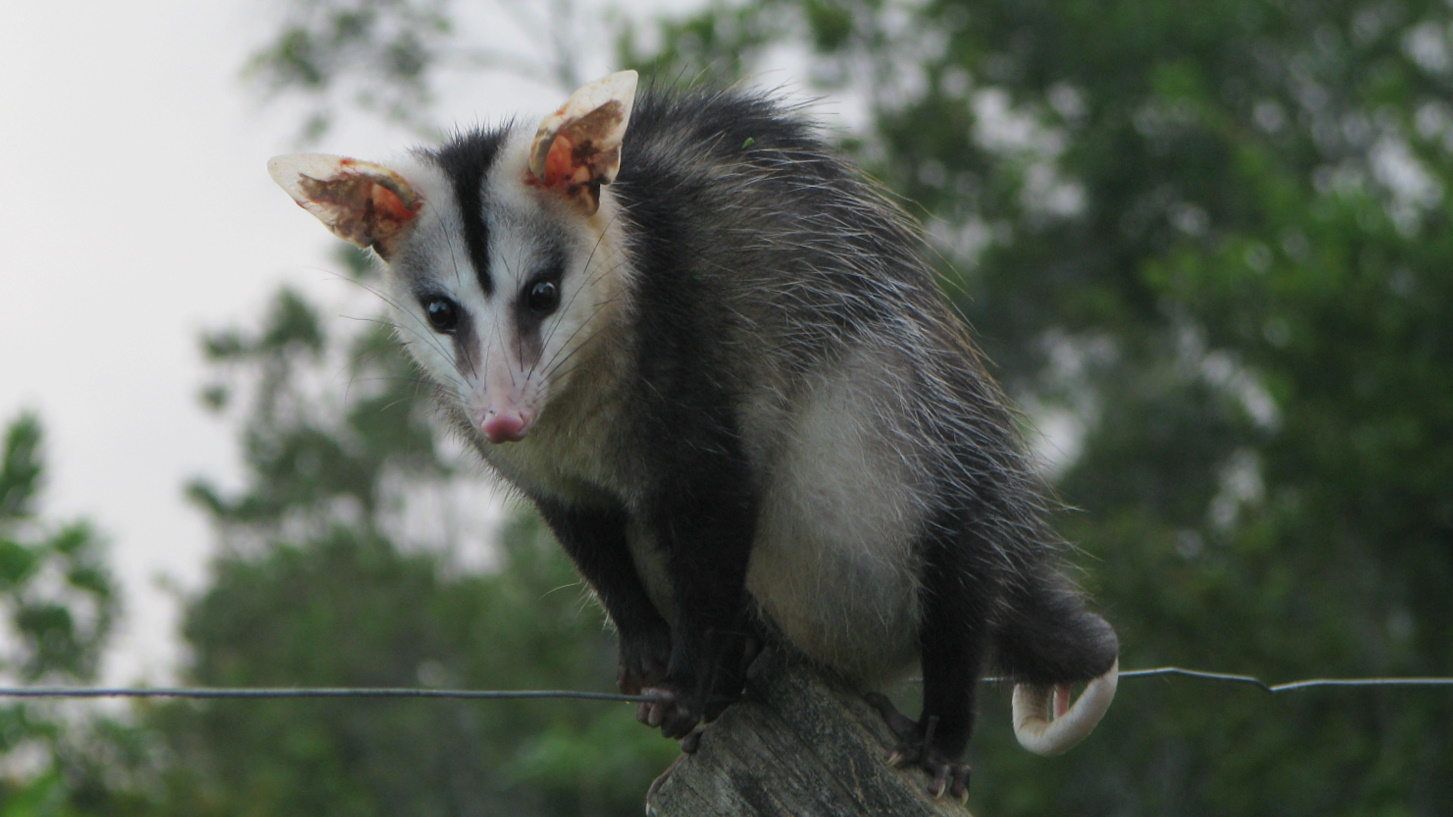
Opossum Didelphis albiventris.

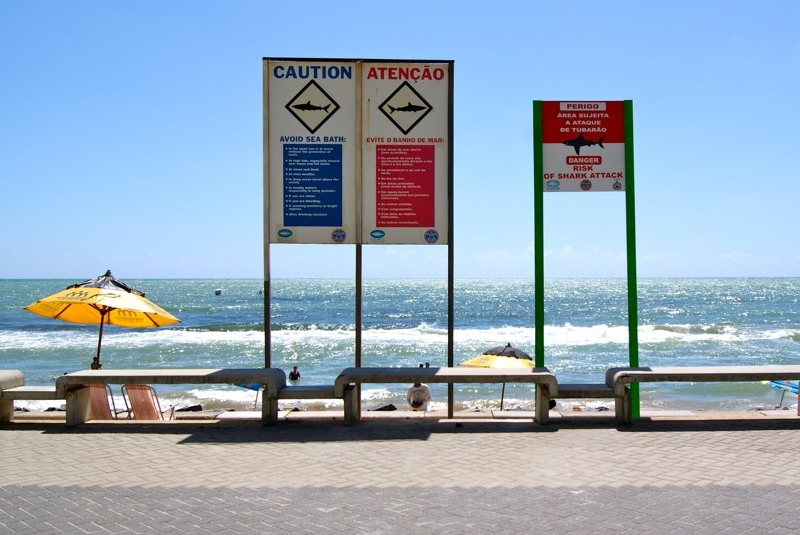
Cartelli che avvisano del pericolo di attacchi di squali alla Praia de Boa Viagem, a Recife

Tra i mammiferi che vivono nel territorio del Pernambuco si possono citare il Coendou speratus (localmente chiamato coandu-mirim, un endemismo delle Florestas costeiras de Pernambuco), il cebo dorato (Cebus queirozi, da identificare secondo alcuni studiosi con Sapajus flavius; è un altro endemismo delle Florestas costeiras), la scimmia atelide Alouatta belzebul, l'opossum Didelphis albiventris (timbu), l'armadillo Tolypeutes tricinctus (tatu-bola).
Per quanto riguarda i rettili, si possono ricordare la tartaruga Chelonoidis carbonaria (conosciuta in Brasile con il nome jabuti), alcune specie di anfisbene, serpenti del genere Bothrops e Micrurus, lucertole come Anolis fuscoauratus e Ameiva ameiva, il caimano. Tra gli anfibi, il rospo Frostius pernambucensis prende il suo nome di specie proprio dallo stato del Pernambuco.
La costa pernambucana è frequentata da squali, come il Carcharhinus leucas. Alla Praia de Boa Viagem, la più famosa di Recife, viene per questo motivo consigliato di non nuotare oltre il reef.

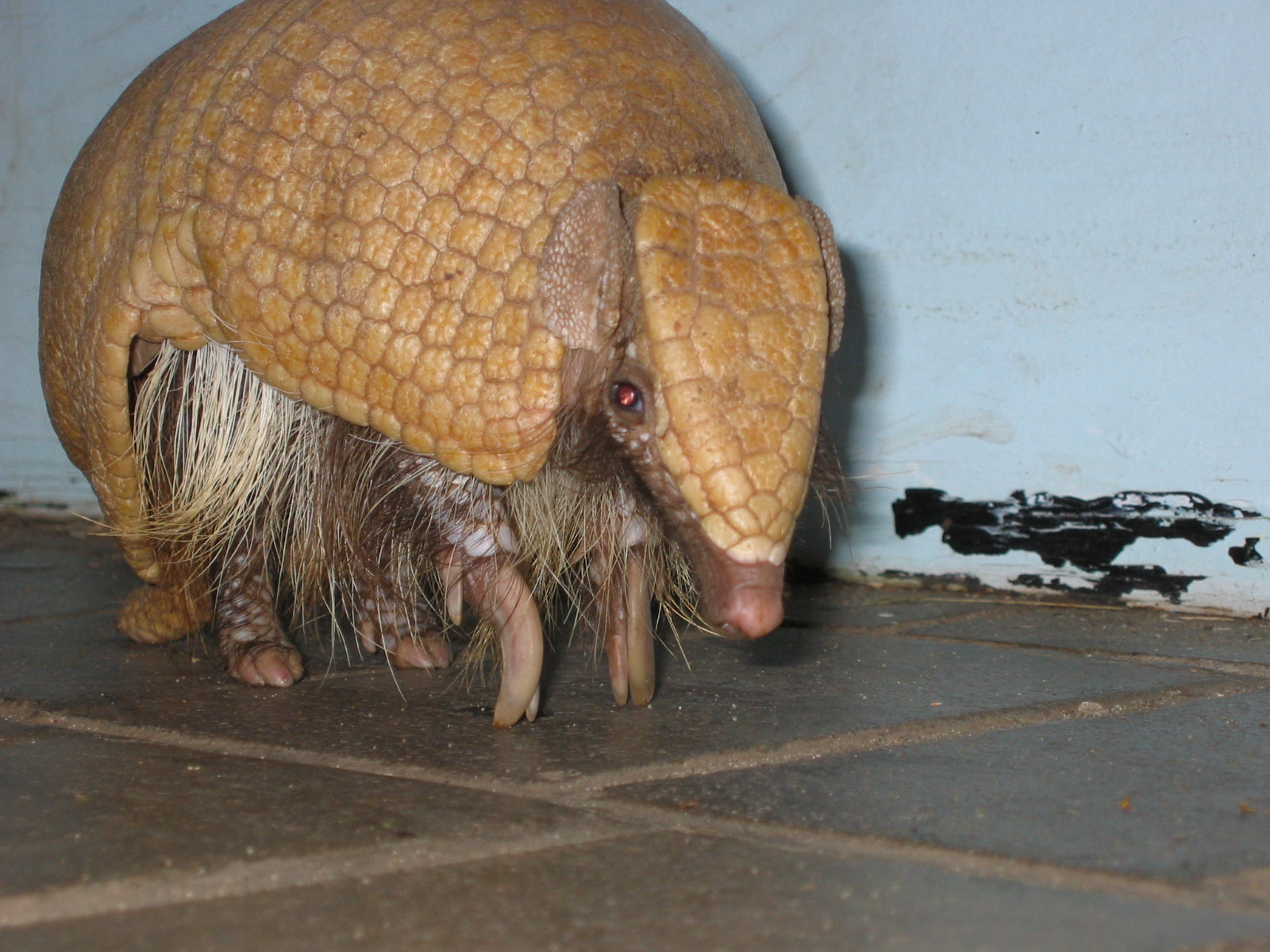
Tolypeutes tricinctus
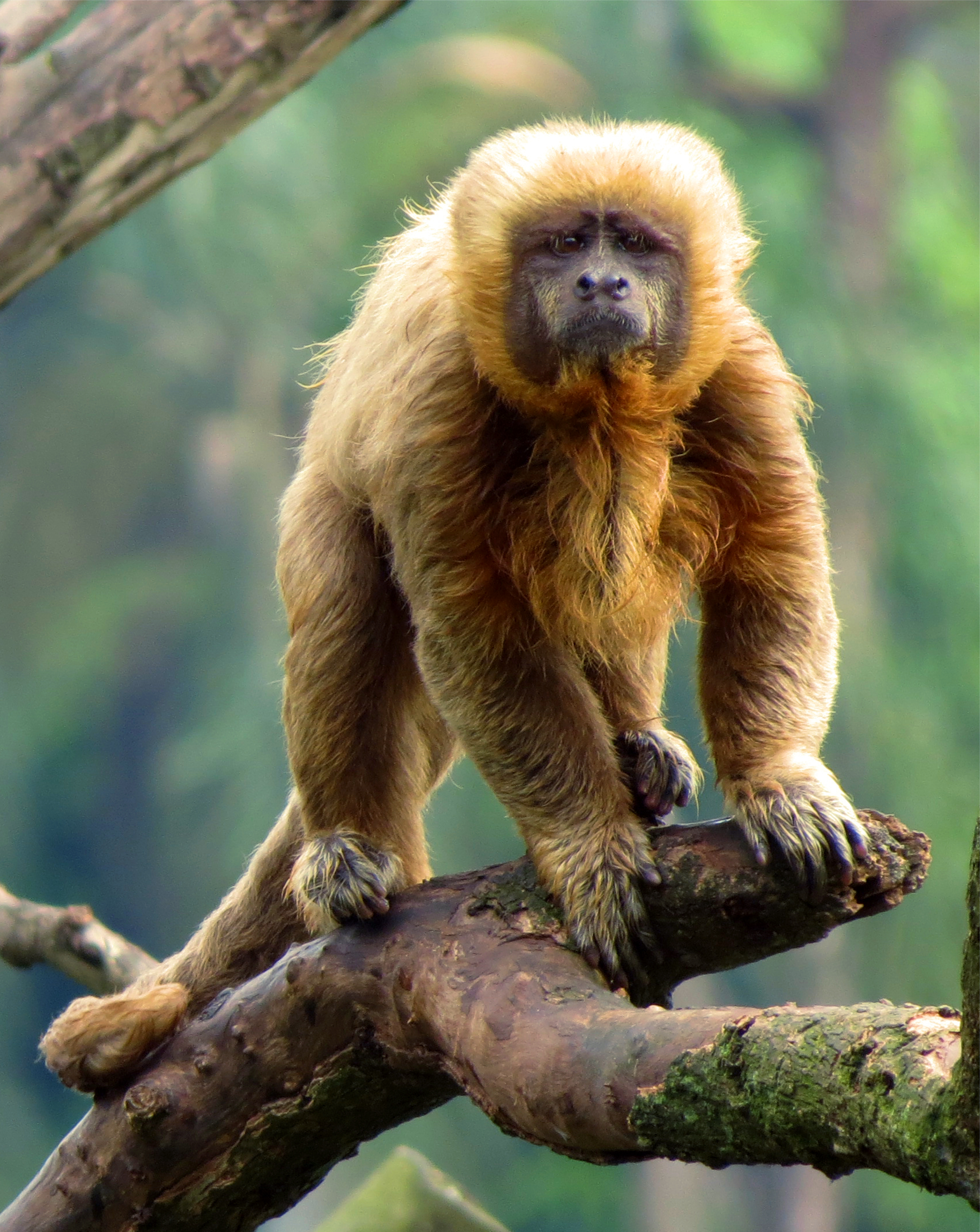
Sapajus flavius
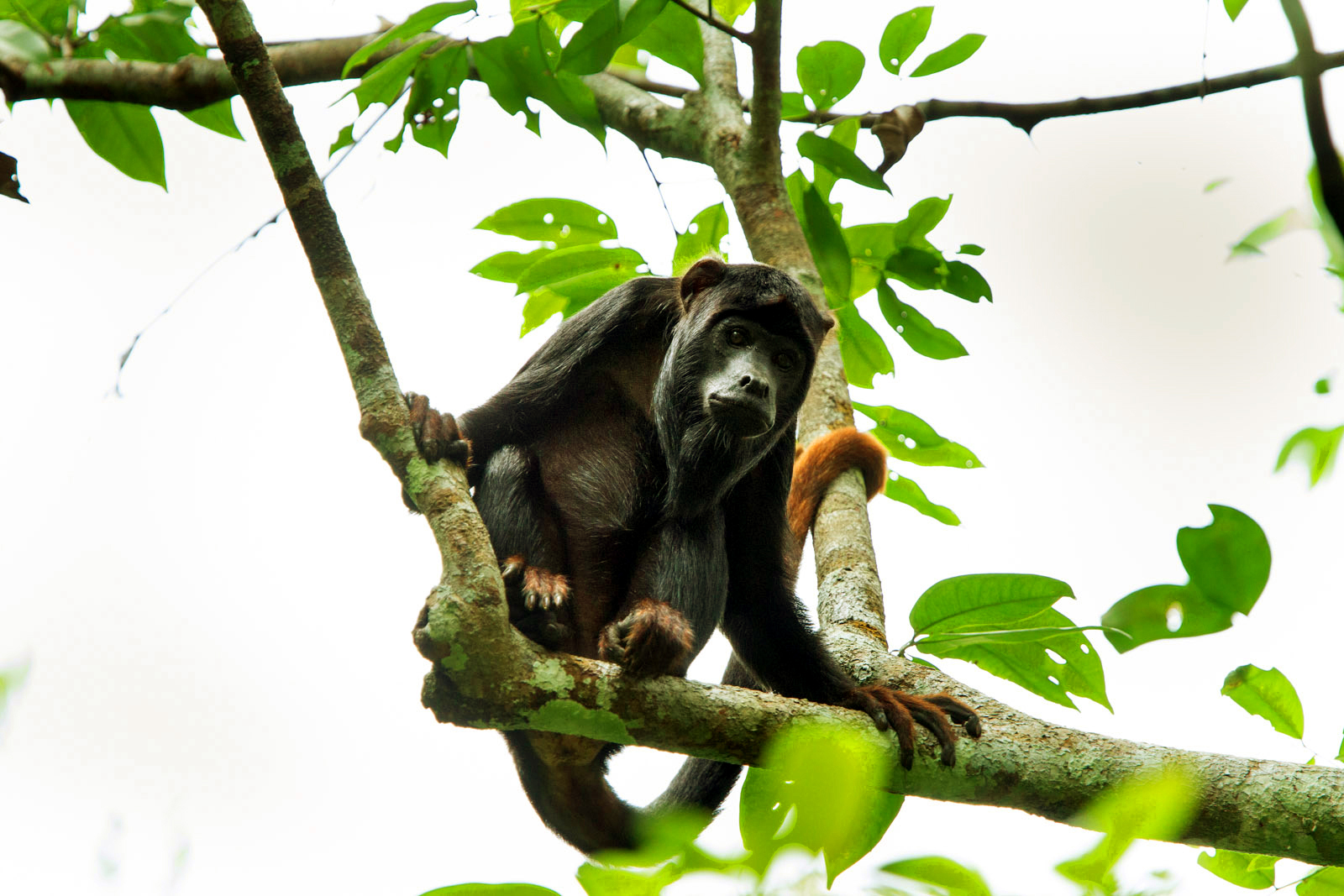
Alouatta belzebul

## Infrastrutture e trasporti

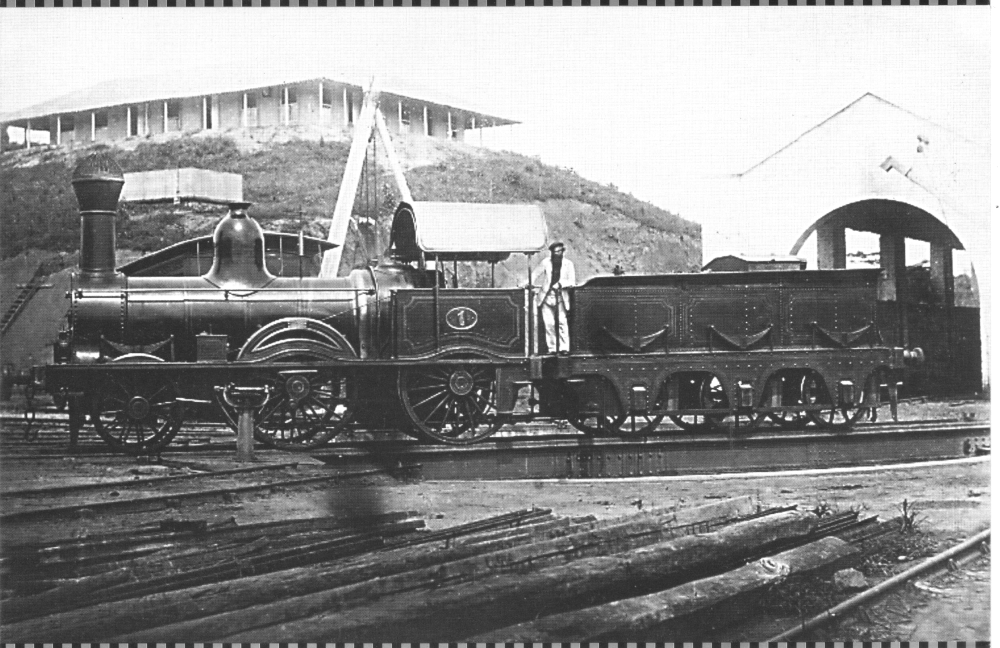
La prima locomotiva del Pernambuco.

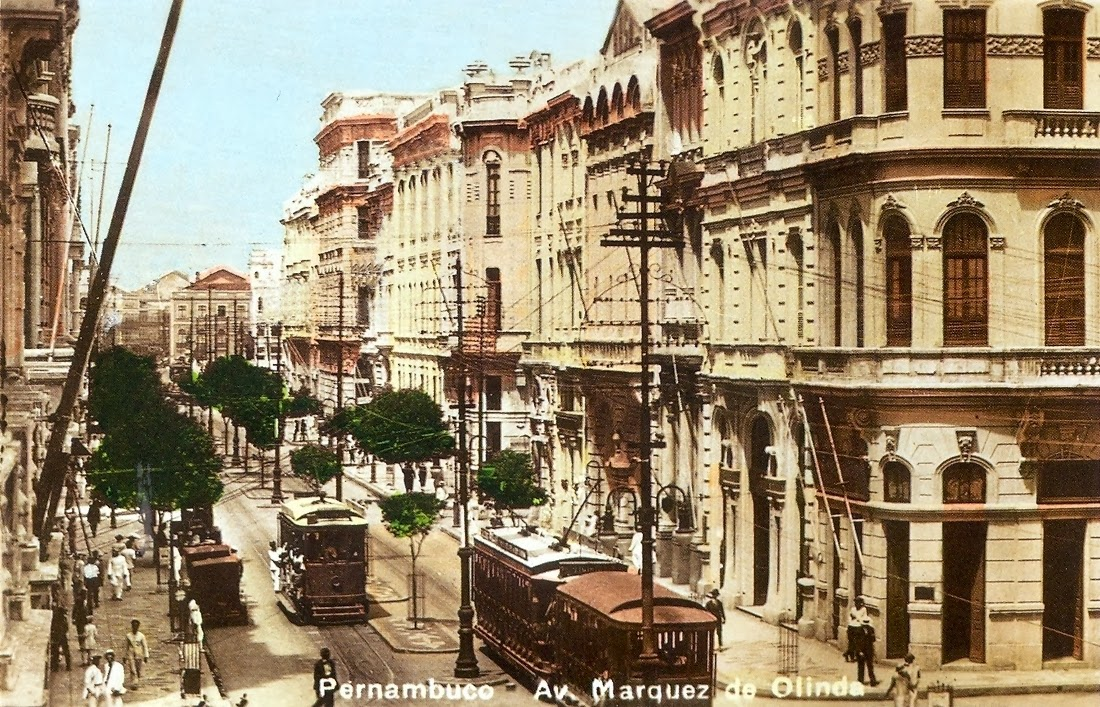
La maxambomba a Recife in una cartolina degli anni '30 del XX secolo.

La prima ferrovia del Pernambuco, e la seconda in tutto il Brasile, fu la Recife and São Francisco Railway - Estrada de Ferro de Recife ao São Francisco. Realizzata da inglesi, fu inaugurata l'8 febbraio del 1858 e correva per 31,5 chilometri collegando le località di Cinco Pontas e Cabo. Nel 1862, portata fino a Palmares, sommava 125 km. nel 1887 fu estesa da governo (con il nome di Estrada de Ferro do Sul de Pernambuco) fino a 141 km e giungeva sino a Garanhuns. All'inizio del novanta, con ulteriori aggiunte, le strade ferrate pernambucane trasportavano fino a metà della produzione di zucchero, principale ricchezza economica dello Stato. Dagli anni settanta del XIX secolo, si erano aggiunti alcuni tratti di binari a scartamento tra 60 cm e 1 metro e con lunghezze sino a 30 km costruite per trasportare i prodotti della coltivazione della canna da zucchero dai campi alle usinas, dove era lavorato. La costruzione poteva ricevere finanziamenti statali e per questo era richiesto che potessero usarle anche persone che intendessero viaggiare su quel percorso. Queste tratte si collegavano alla Recife and São Francisco Railway.
Nel 1867 fu inaugurato a Recife il primo servizio di trasporto urbano su rotaia in America Latina. Furono usate le locomotive a vapore prodotte dalla Manning Wardle & Co. di Leeds. Questo sistema di trasporto fu chiamata maxambomba (una corruzione dell'inglese machine pump).
Le strade pubbliche, tra il 1860 e il 1870, avevano raggiunto l'estensione di 384 km. Ad esse si aggiungevano le strade private. La qualità delle une e delle altre era reputata non eccelsa. Un'alternativa al trasporto su terra, era quello via acqua. Per le merci venivano impiegate in particolare le cosiddette barcaças.

## Cultura

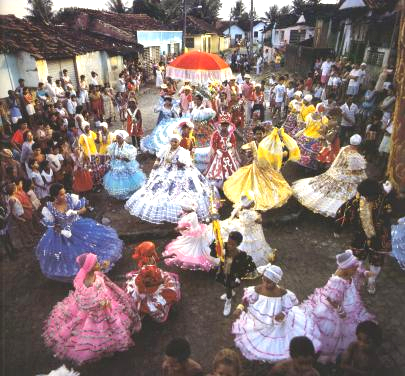
Il maracatu

### Danza
Sono originari del Pernambuco il frevo, dichiarato nel 2012 patrimonio immateriale dell'umanità dall'UNESCO, e il maracatu.

### Letteratura
Il poeta João Cabral de Melo Neto era nativo di Recife, dove è ricordato con una statua.
La scrittrice Clarice Lispector nacque nel 1920 in Ucraina in una famiglia ebrea che, per sfuggire alle persecuzioni, si rifugiò in Brasile e, dopo un periodo a Maceió, nell'Alagoas, si stabilì a Recife, dove una statua la commemora.

### Musica
Robertinho de Recife, chitarrista e compositore, è nativo, come dice il nome d'arte, della capitale pernambucana. Con i suoi album Jardim da infância, Robertinho no passo e E agora pra vocês... suingues tropicais, usciti tra il 1977 e il 1979, è anche considerato un precursore del manguebeat.
Il manguebeat (scritto anche manguebit), movimento musicale e di controcultura, è sorto a Recife negli anni novanta. La musica manguebeat mescola ritmi tradizionali come il maracatu con rock, hip hop e funk. Il manifesto del movimento è Caranguejos com cérebro ("Granchi con cervello", 1992), un testo scritto da Fred 04 del gruppo Mundo Livre S/A. Altro personaggio centrale del manguebeat è Chico Science, cantante del gruppo Chico Science & Nação Zumbi.

## Scienza
All'Observatório Astronômico do Alto da Sé, a Olinda, l'astronomo francese Emmanuel Liais scoprì nel febbraio del 1860, nell'area della costellazione del Dorado, una cometa doppia conosciuta con la sigla C/1860 D1 o, in omaggio alla città, con il nome di "cometa Olinda". Fu la prima cometa scoperta nell'America del Sud.

## Istruzione
La più importante dello Stato è la Università federale di Pernambuco (UFPE). Fondata, con il nome di Universidade de Recife, nel 1946 unì le già esistenti facoltà di diritto (nata nel 1827), medicina (1927) e filosofia (1941) e le scuole superiori di ingegneria (1895) e di belle arti (1932); assunse il nome attuale nel 1965 integrandosi nel sistema nazionale di istruzione.

## Sport

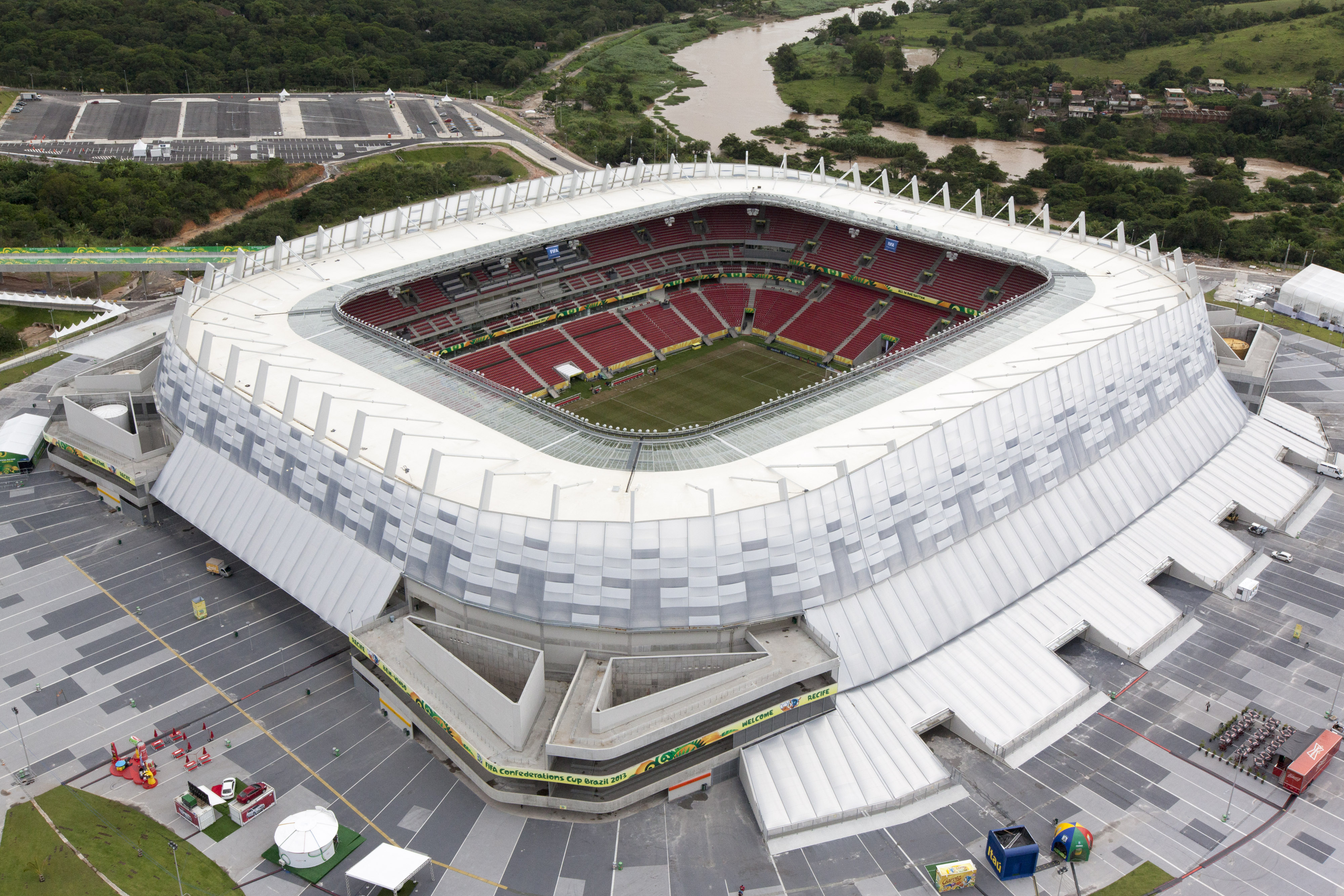
L'Arena Pernambuco, stadio del Náutico, soprannominato "Arena Timbu" (il timbu, un opossum, è la mascotte della squadra).

### Calcio
Le tre squadre più titolate del Pernambuco sono il Clube Náutico Capibaribe, comunemente chiamato Náutico, lo Sport Club do Recife, in breve Sport, e il Santa Cruz Futebol Clube, normalmente indicato come Santa Cruz (o semplicemente Santa), tutte e tre di Recife.
I massimi traguardi raggiunti da una squadra pernambucana sono la vittoria del campionato brasiliano del 1987 e la vittoria della Coppa del Brasile nel 2008 da parte dello Sport.
Un'altra squadra pernambucana, l'Íbis Sport Club, è nota invece come o pior time do mundo ("la squadra peggiore del mondo"), in seguito a una lunga serie di risultati negativi, comprendenti un periodo di quasi quattro anni senza neppure una vittoria.

#### Calcio femminile
Nel calcio femminile la squadra pernambucana che si è più distinta è il Vitória das Tabocas di Vitória de Santo Antão, due volte finalista (2011 e 2013) e una volta semifinalista (2012) nella Copa do Brasil. La squadra ha vinto quattro campionati femminili pernambucani consecutivi dal 2010 al 2013. La giocatrice del Vitória Thaisinha è stata la migliore marcatrice della Copa do Brasil del 2011 e di quella del 2012
Un'altra giocatrice del Vitória che si è distinta è Ketlen Wiggers (nota semplicemente come Ketlen o con il soprannome Barbie, ricevuto per i capelli biondi e gli occhi azzurri per cui è stata paragonata alla nota bambola Barbie). Nel 2012 e nel 2013 è stata la seconda marcatrice della Copa do Brasil. In seguito è andata a giocare nel Centro Olímpico. Ha giocato anche nella nazionale brasiliana.
Anche la squadra femminile dello Sport di Recife ha raggiunto una volta la finale della Copa do Brasil, nel 2008.

## Società

### Tradizioni e folclore

#### Il carnevale
Il carnevale di Olinda e quello di Recife sono tra i più importanti e caratteristici del Brasile e del mondo.
Il carnevale di Olinda è caratterizzato dai Bonecos de Olinda, grandi pupazzi, alti oltre due metri, che vengono fatti sfilare per le vie. Tra di essi è famoso l'Homem de meia-noite (Uomo di mezzanotte) che dà il via al carnevale alla mezzanotte tra sabato (Sábado de Zé Pereira) e la domenica. Durante le parate, si può assistere ad esecuzioni del frevo, tipico ballo pernambucano.
Il carnevale di Recife comprende la presenza del Galo da Madrugada (Gallo dell'alba), un gigantesco pupazzo di gallo di vari colori. La parata del Galo da Madrugada, nata nel 1978, è ora seguita da oltre due milioni di persone ed è la più grande parata di carnevale del mondo. Il Galo ha un suo inno e la sua sfilata è accompagnata da vari ritmi, con la prevalenza del frevo.

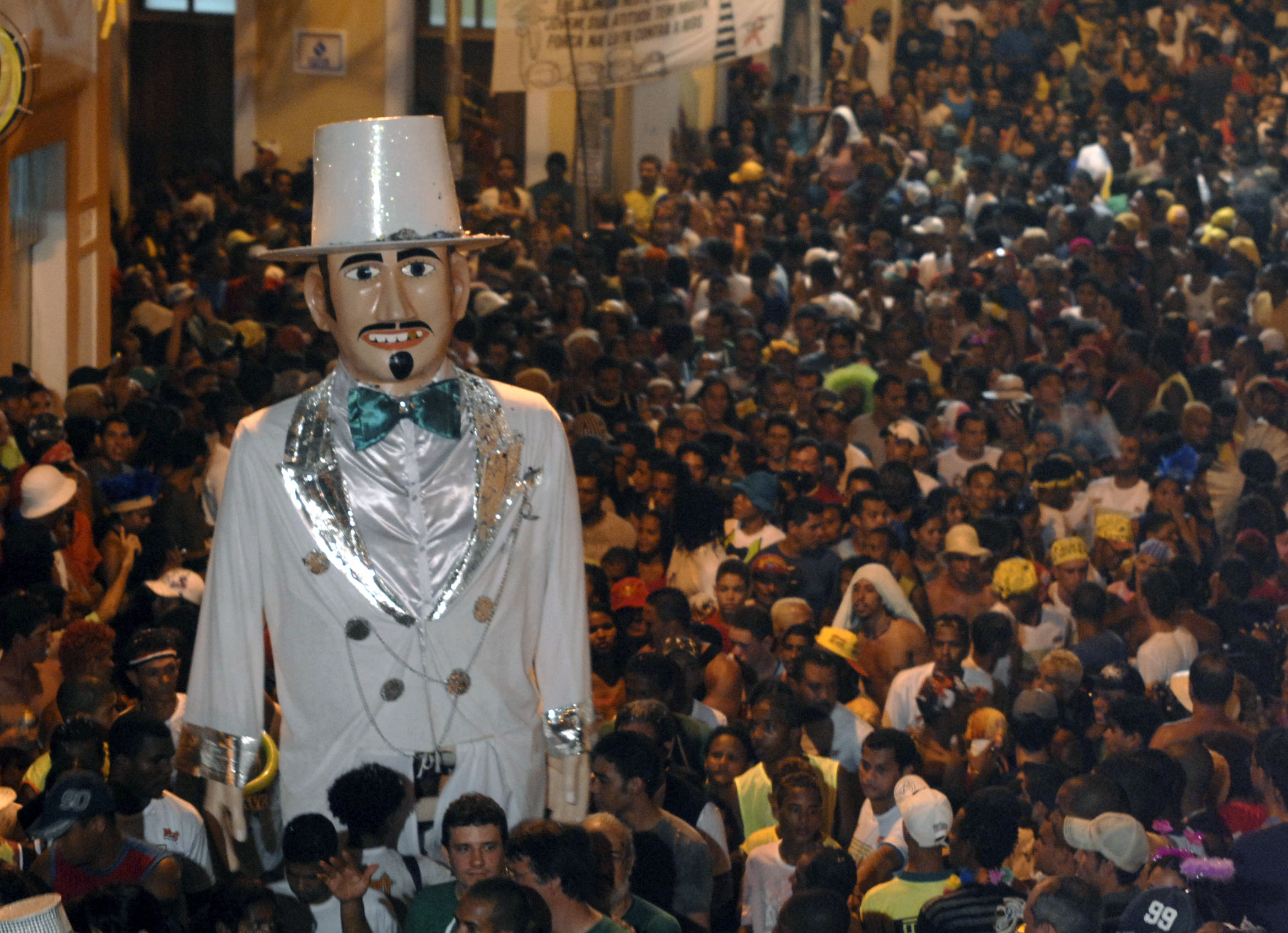
L'Homem de meia-noite del carnevale di Olinda
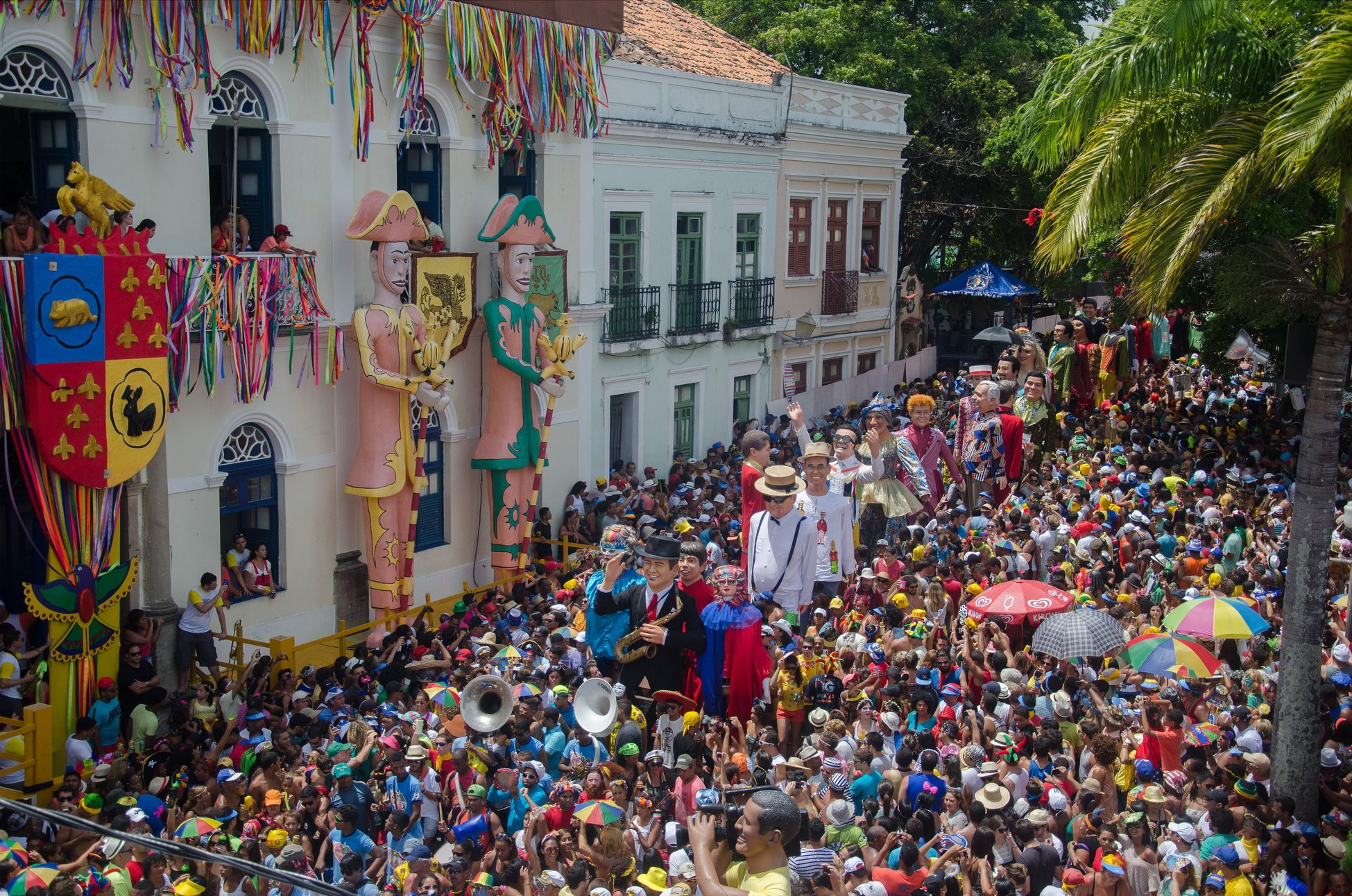
Bonecos de Olinda
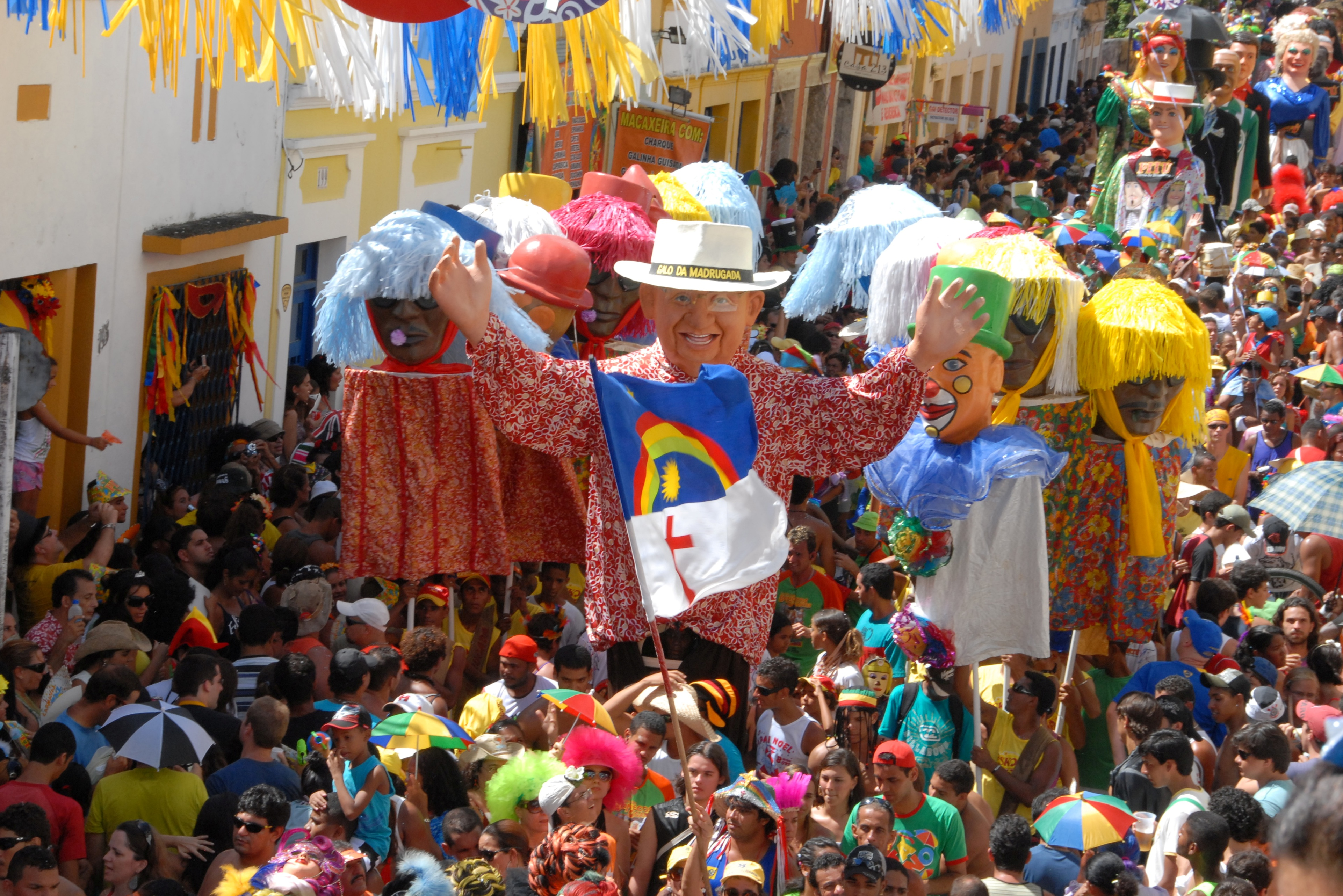
Bonecos de Olinda
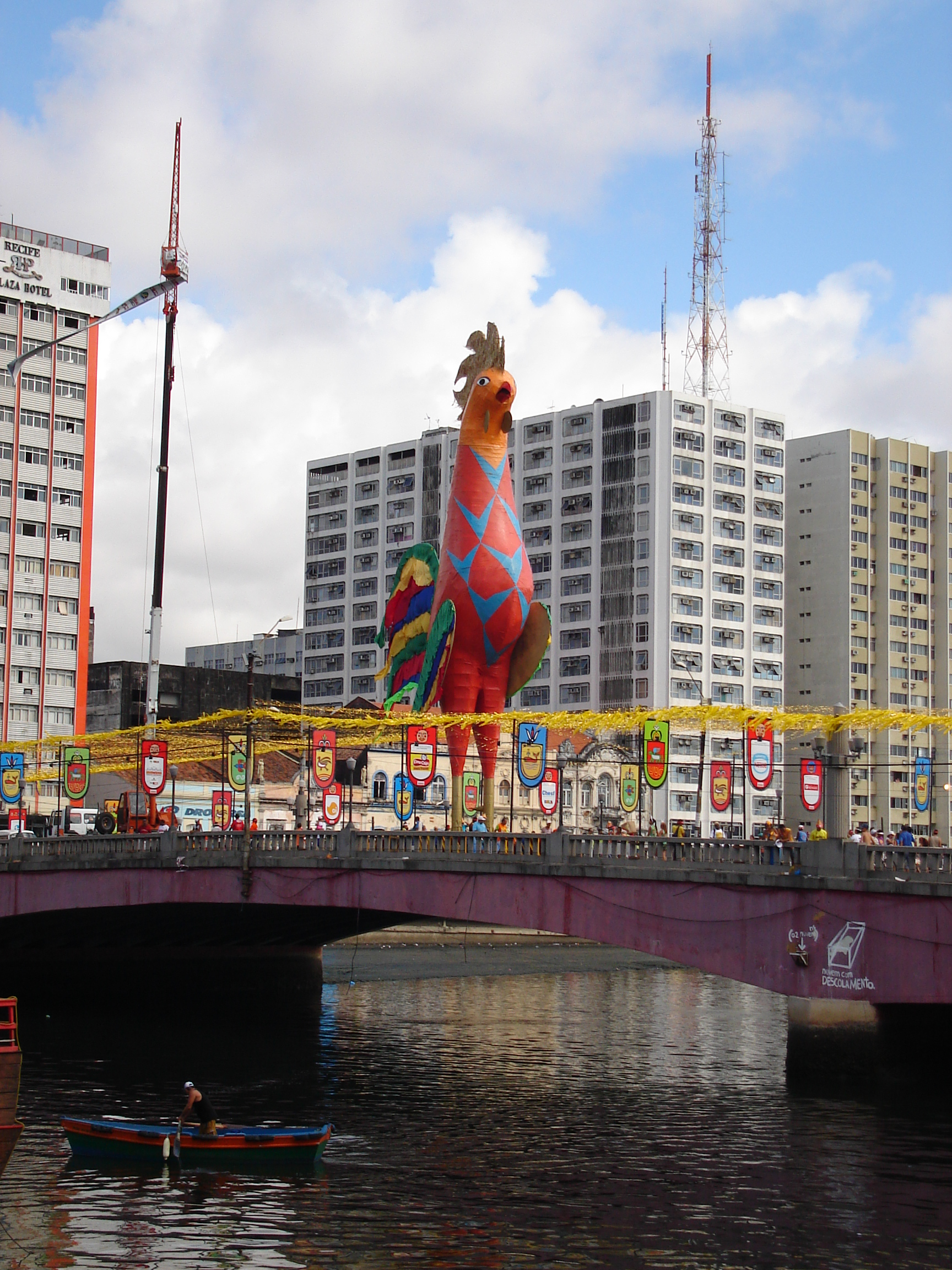
Il Galo da Madrugada del carnevale di Recife
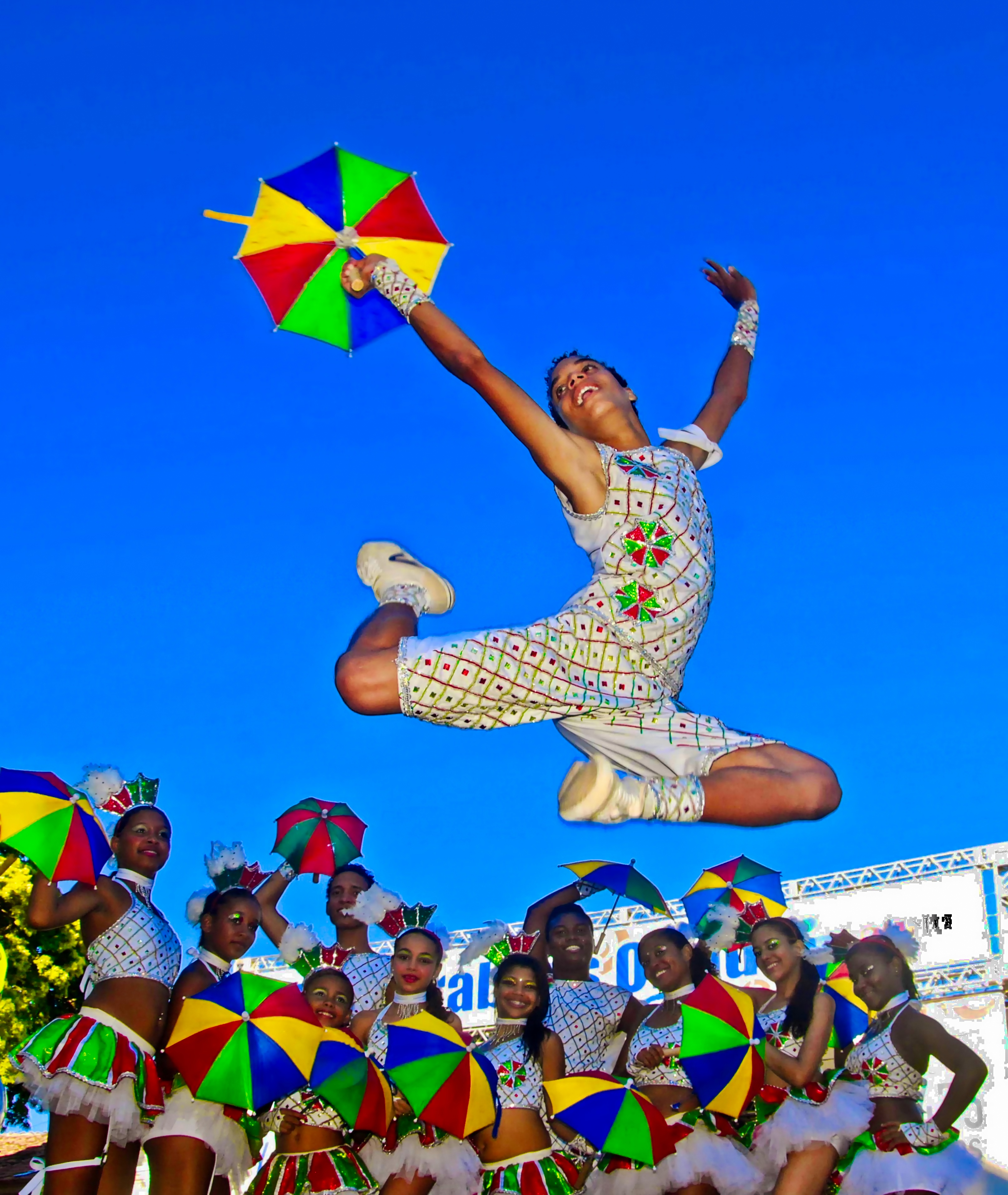
Ballerine di frevo

## Galleria d'immagini

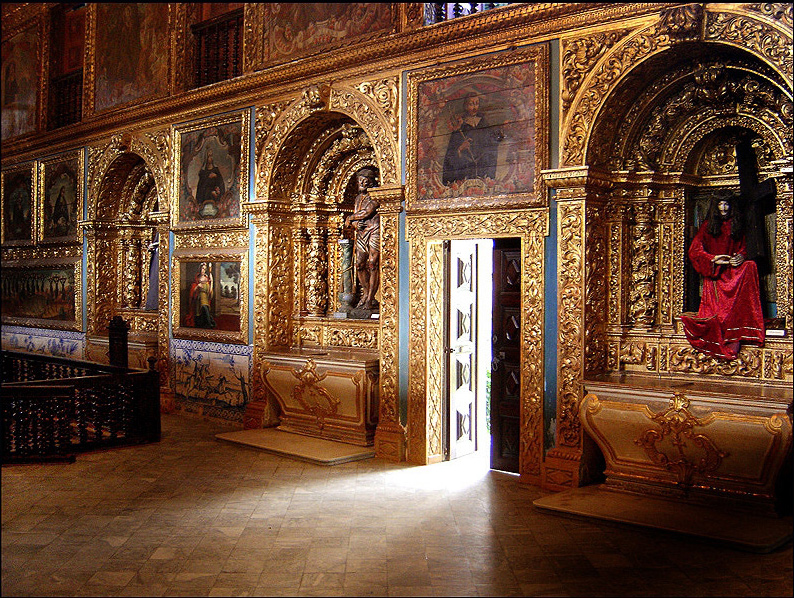
Cappella d'oro-Barocco di Recife
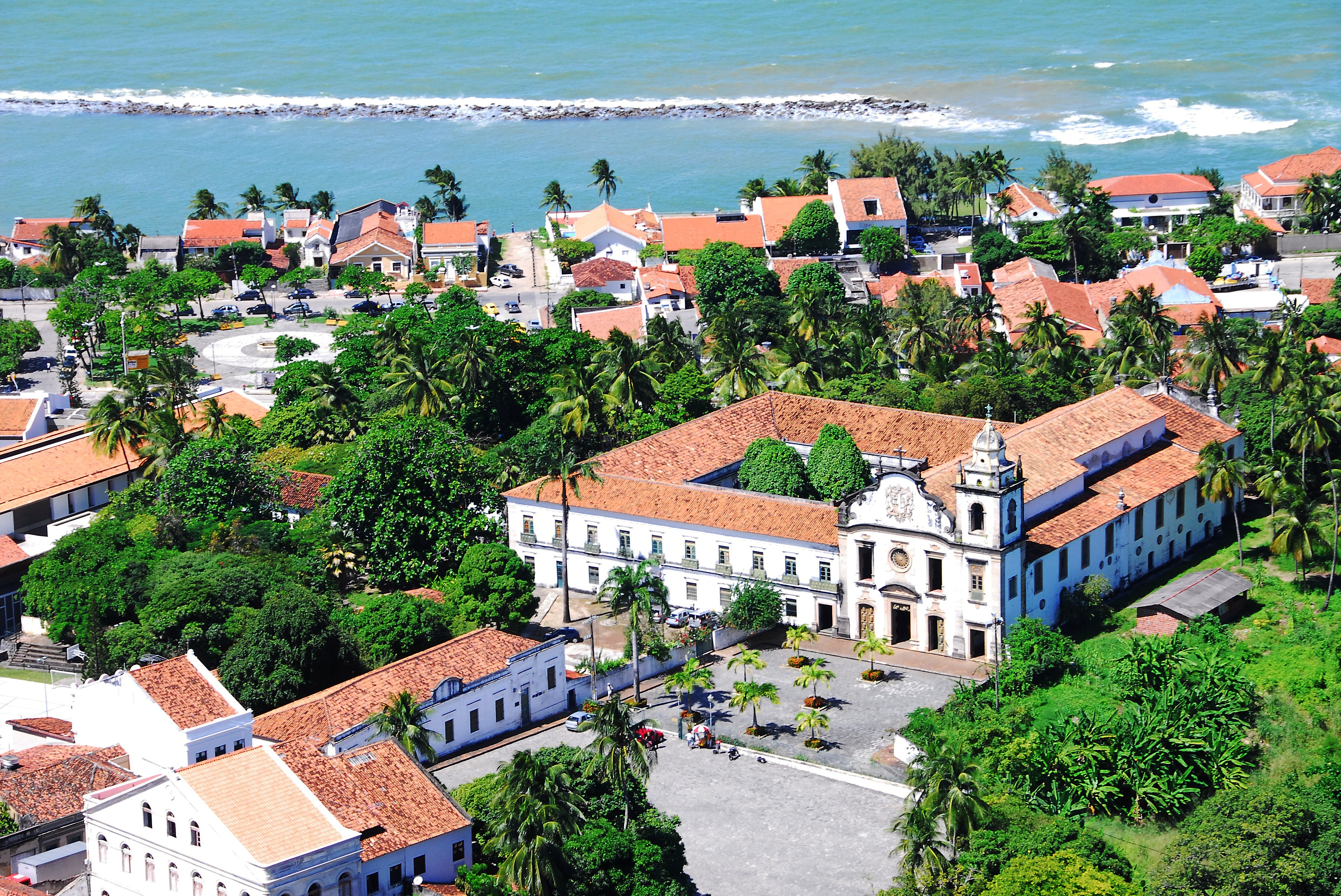
Olinda, patrimonio mondiale dell'umanità
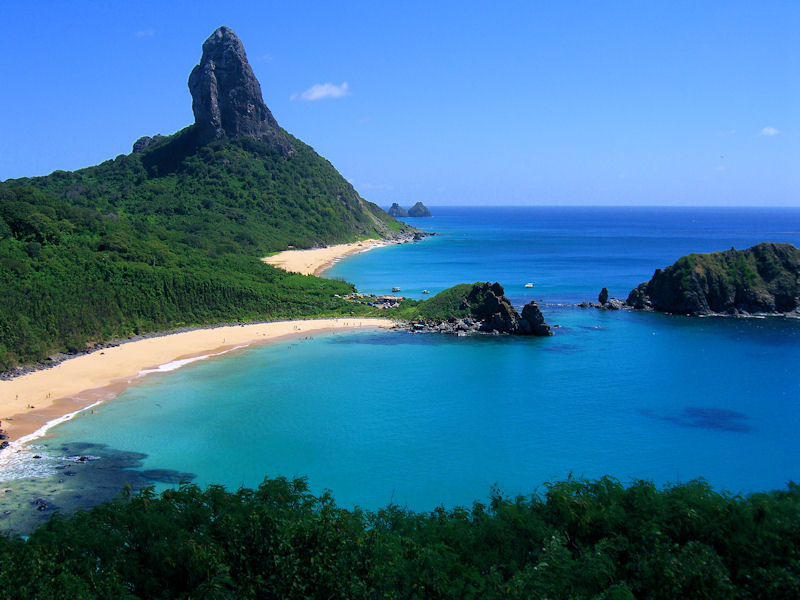
Arcipelago di Fernando de Noronha, a un'ora di volo
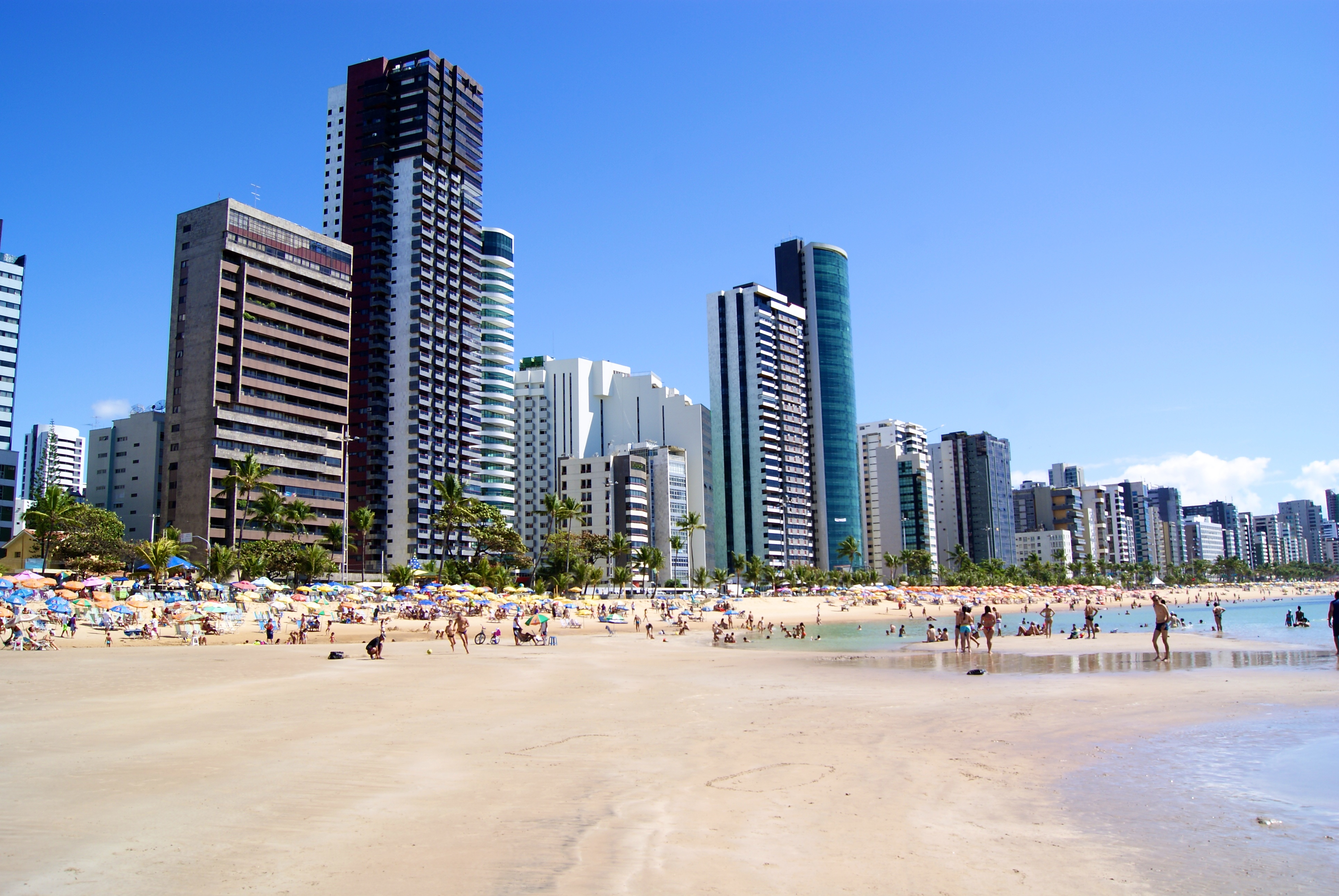
Spiaggia di Boa Viagem
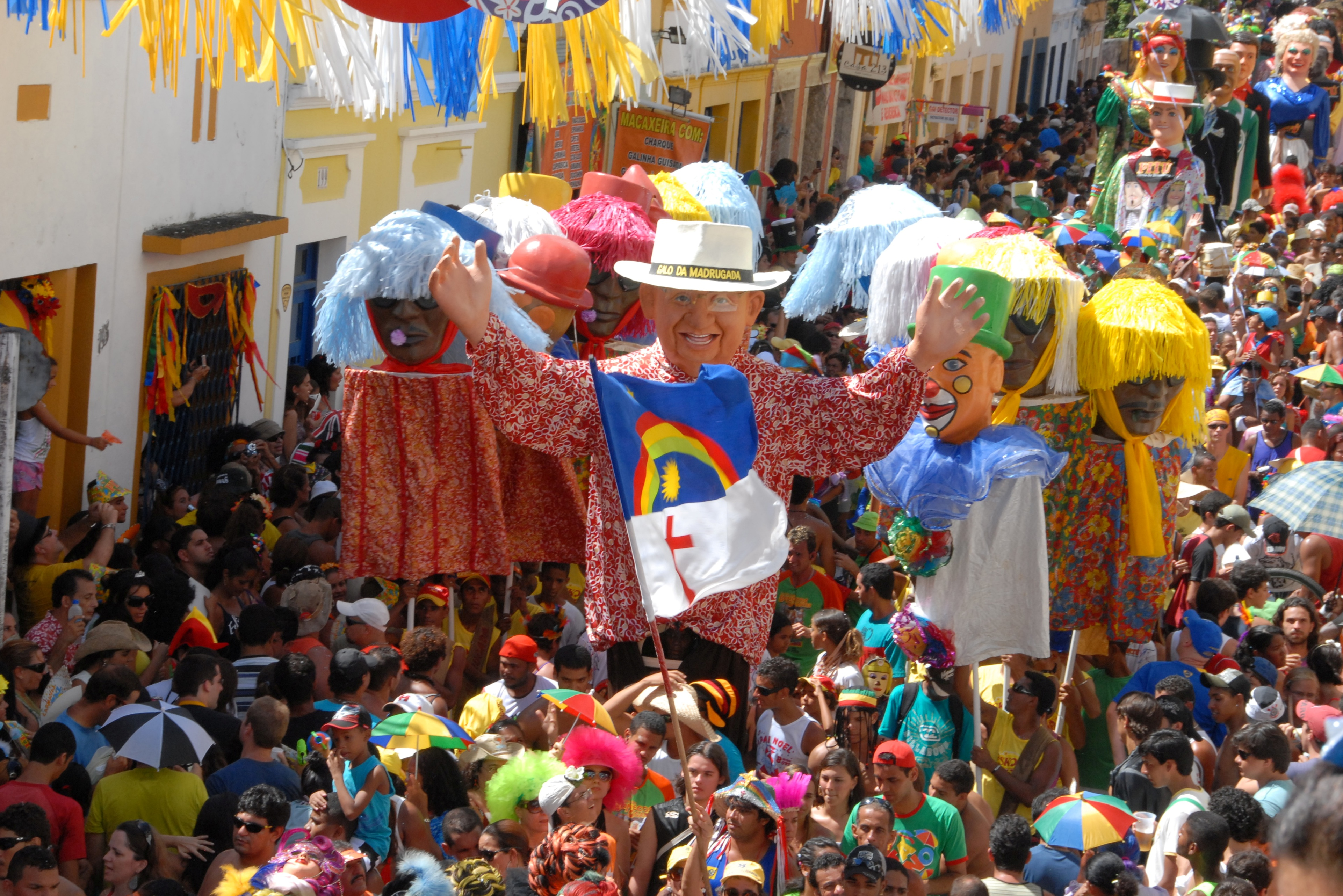
Bambole gigantesche - Carnevale di Olinda
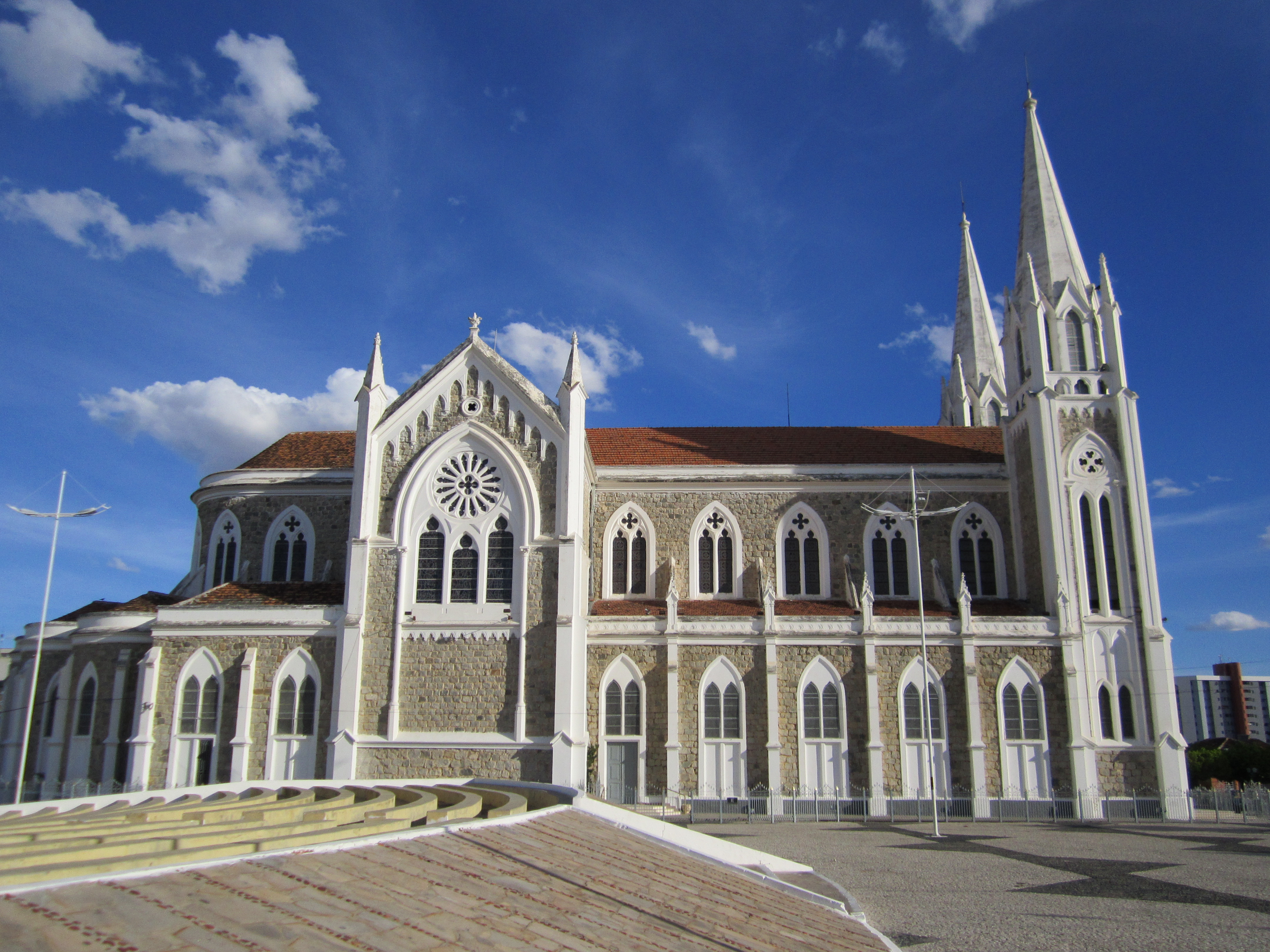
Cattedrale di Petrolina
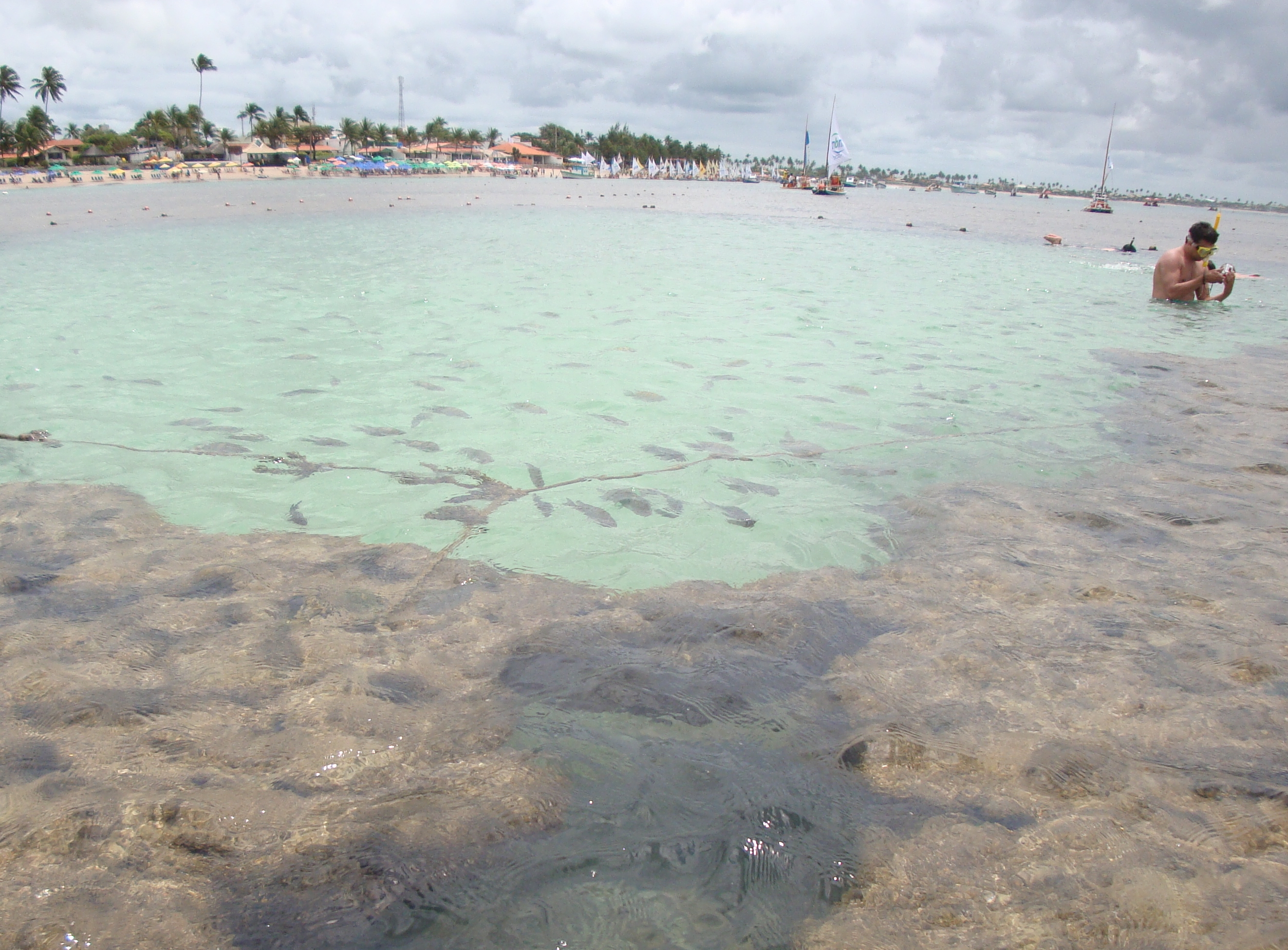
Spiaggia di Porto de Galinhas - 65 km Sud
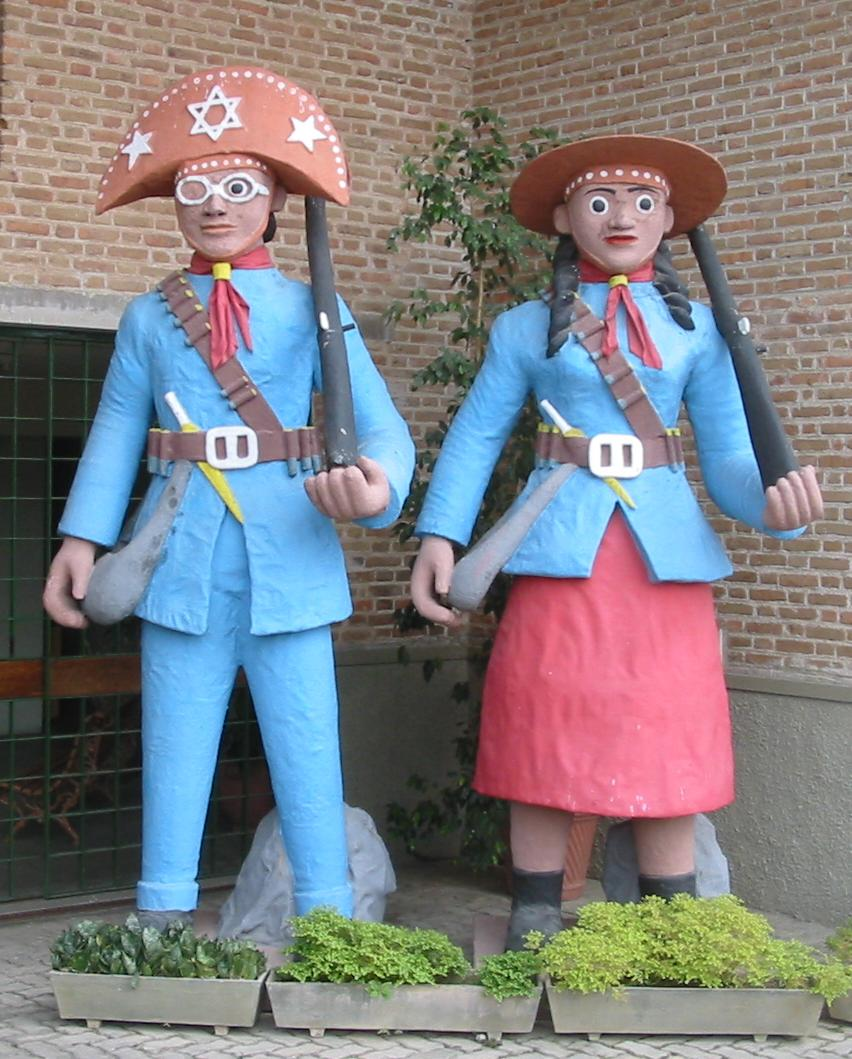
Centro di sculture di argilla ed il tessile (Caruaru)
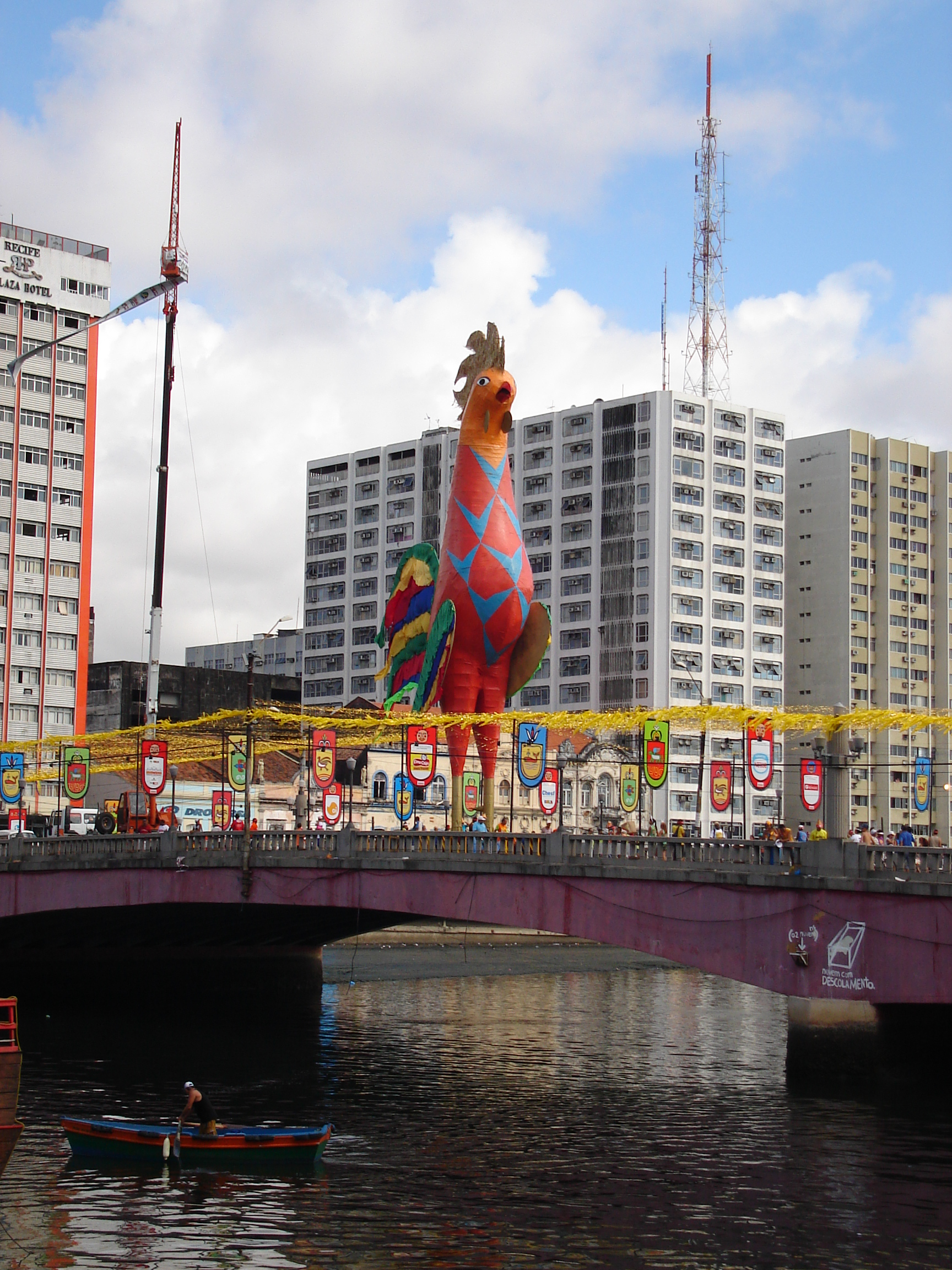
Carnevale di Recife - Galo da Madrugada
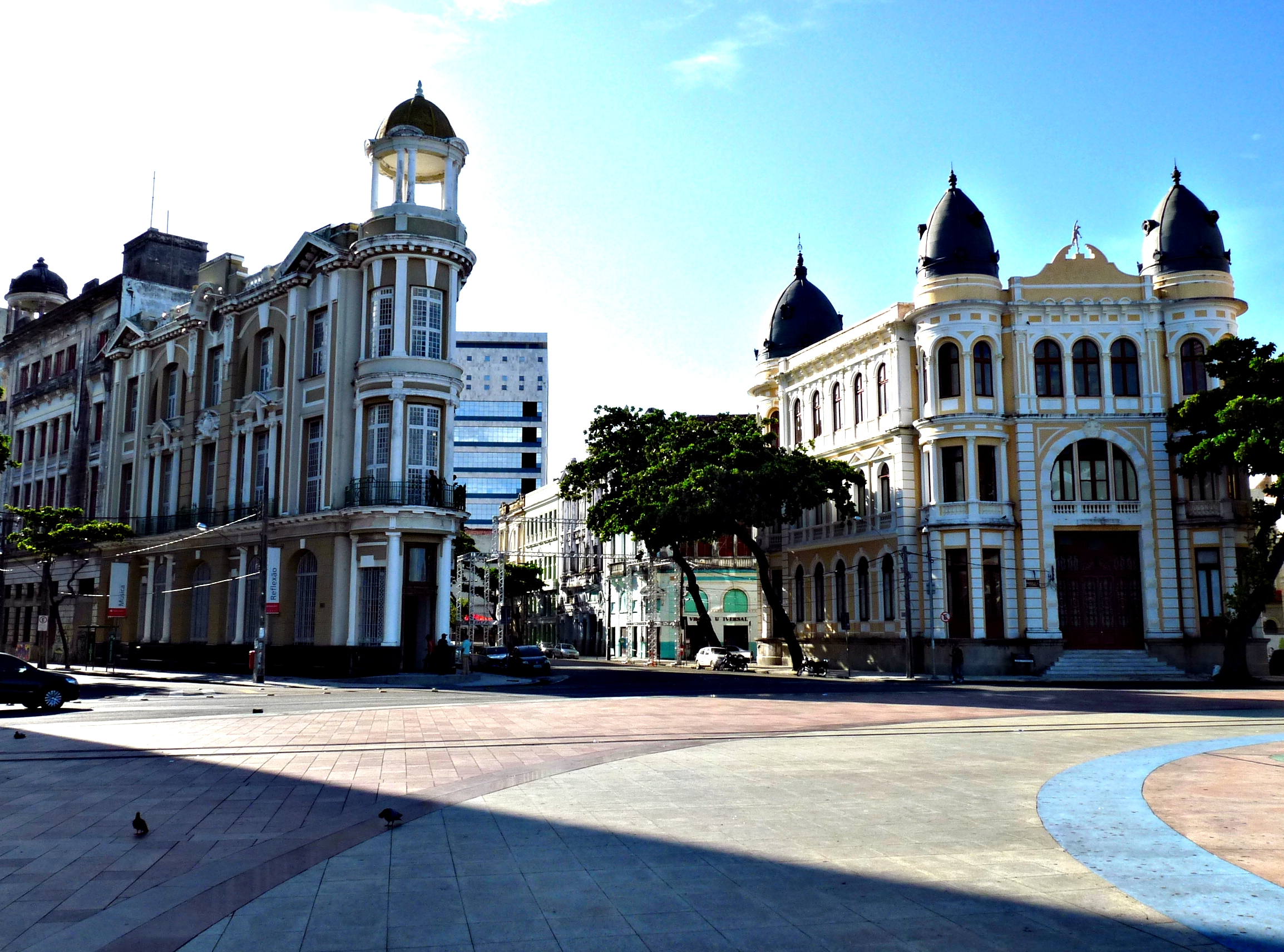
Quadrato Marco Zero - Recife Antico
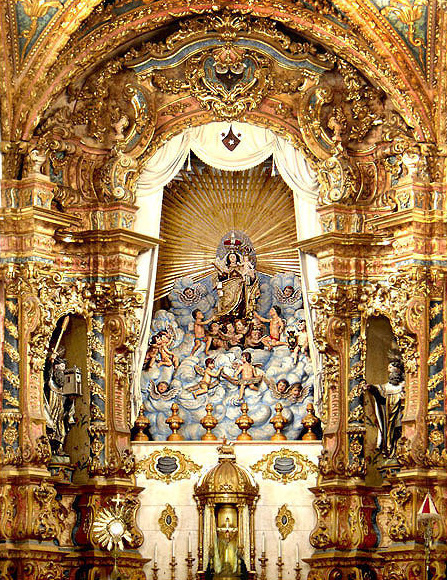
Chiesa Nossa Senhora do Carmo di Recife
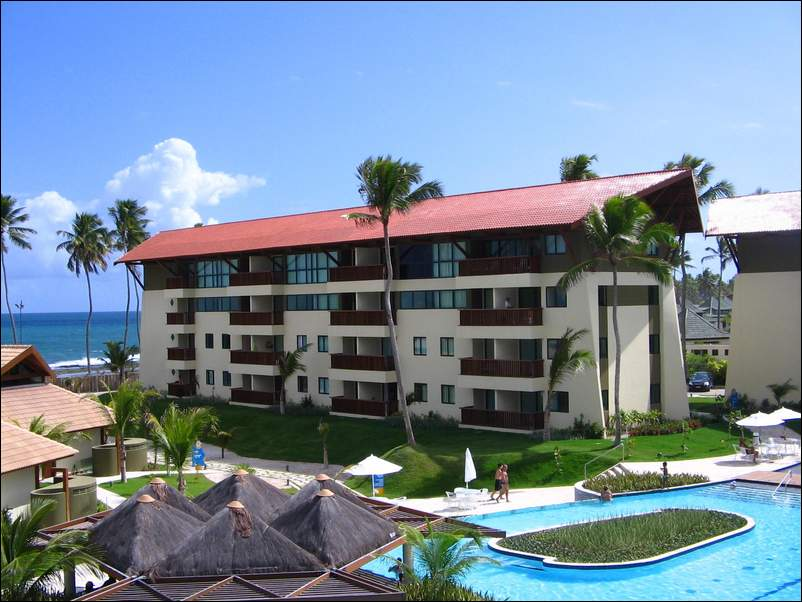
Spiaggia di Muro Alto
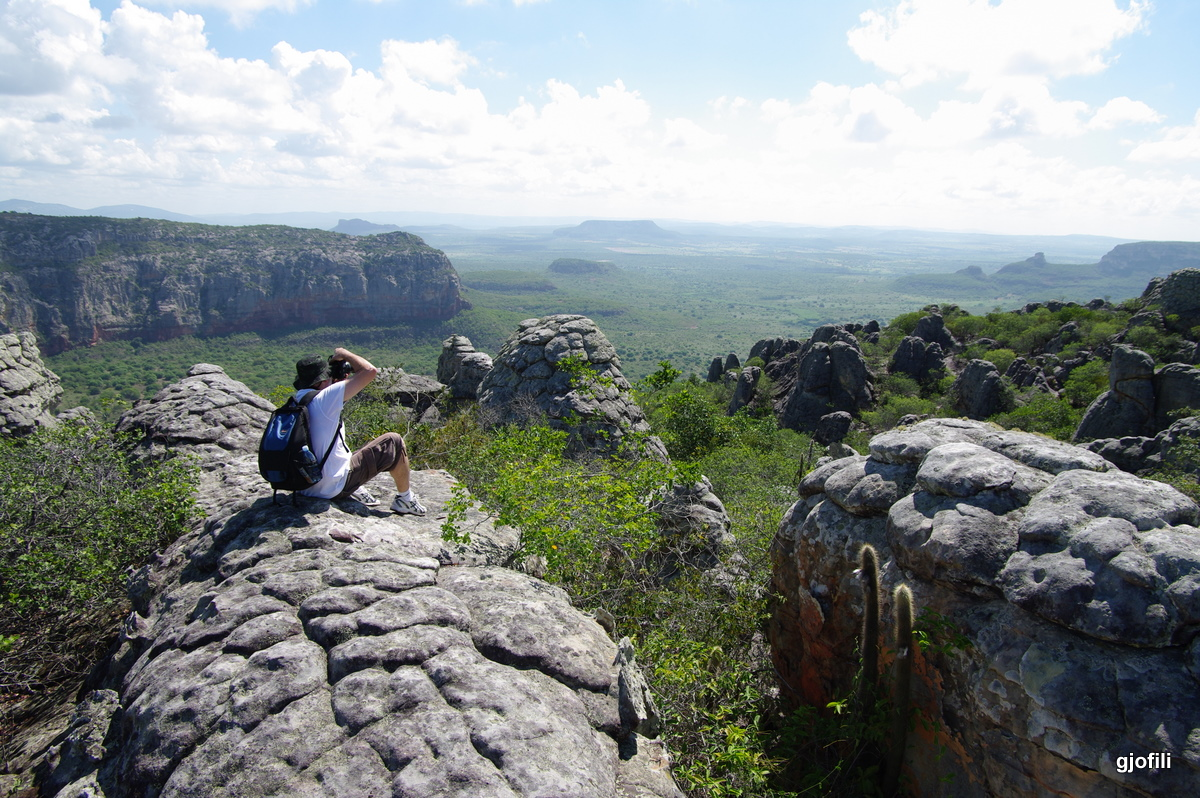
Parco Nazionale Vale do Catimbau di Buíque
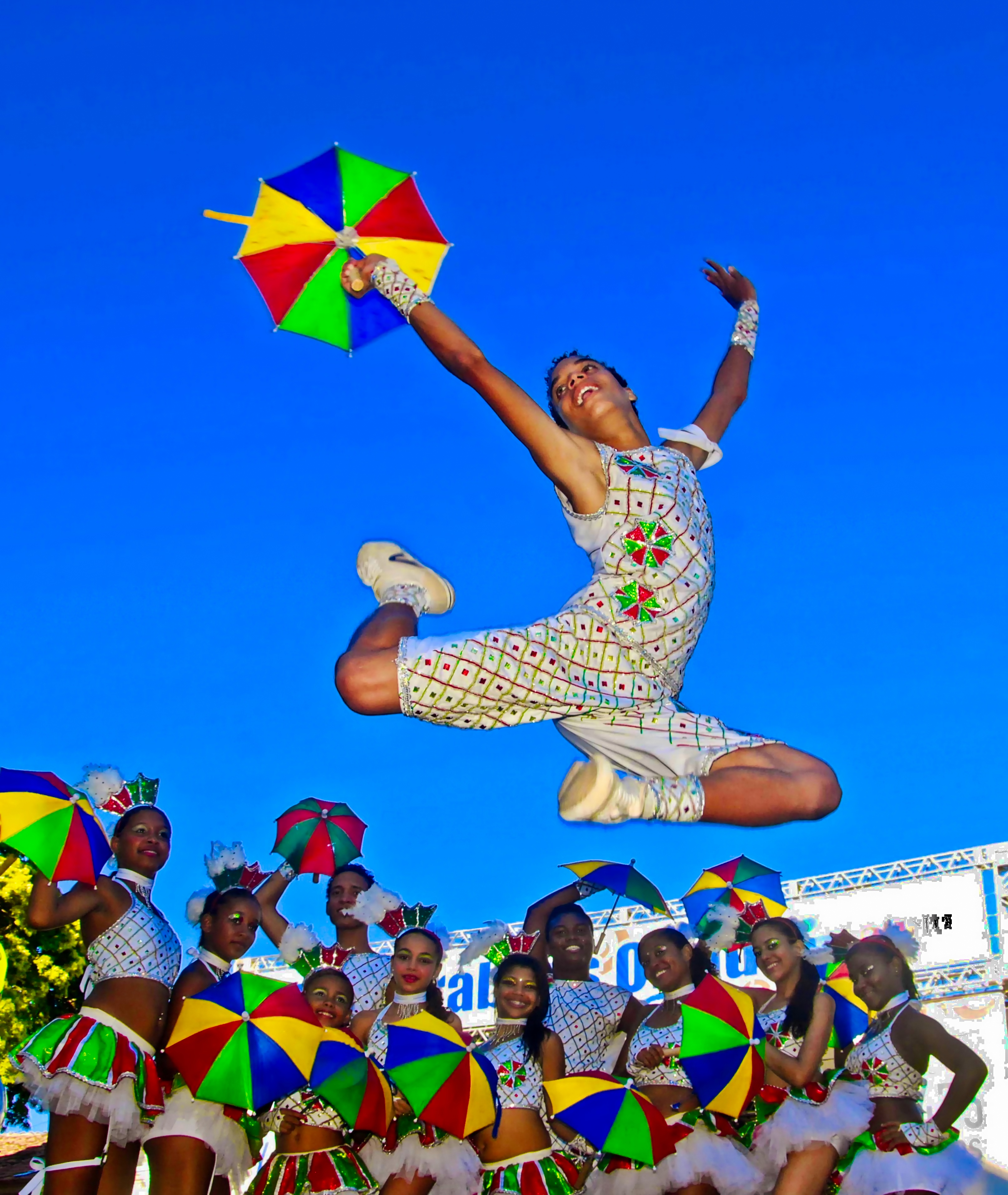
Ballerini di Frevo
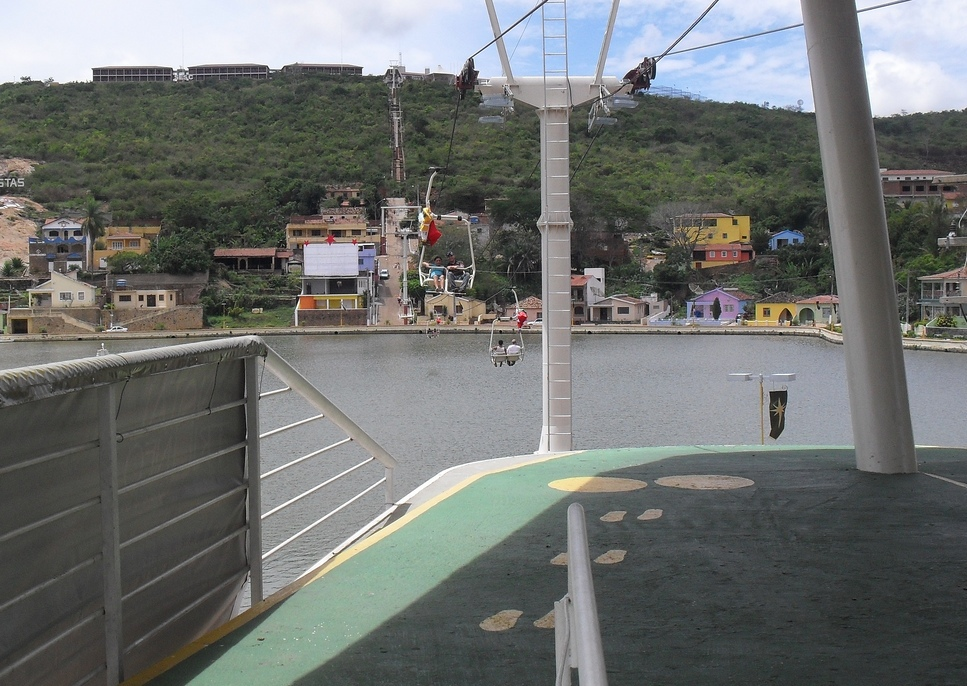
Triunfo